# Liste des œuvres de Luigi Boccherini

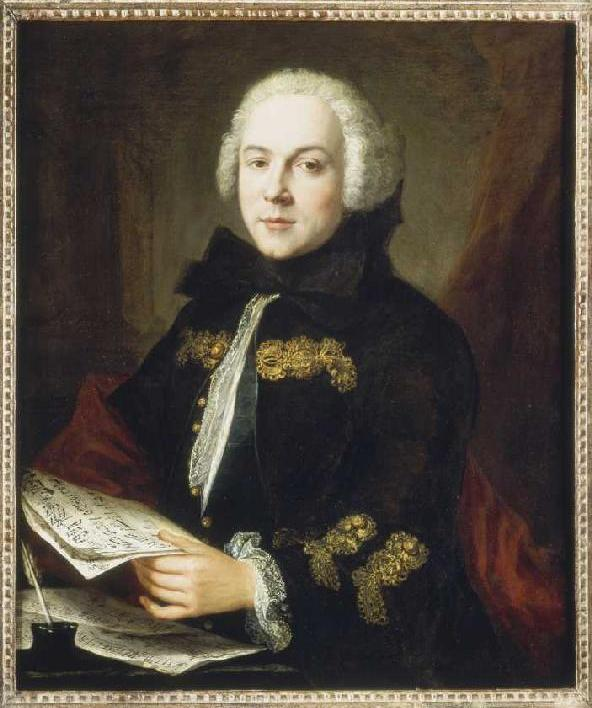
Portrait de Luigi Boccherini, 1764-68. Huile sur toile de Jean-Étienne Liotard. Collection privée, Budenheim, Allemagne.

Cet article recense la liste des œuvres musicales du compositeur italien Luigi Boccherini. Les  œuvres de Boccherini ont été cataloguées par le musicologue français Yves Gérard (né en 1932) dans le catalogue Gérard, publié à Londres (1969), d'où la lettre « G » faisant référence à cette publication.
Une description des différents catalogues dressés par Boccherini lui-même précède la liste du catalogue Gérard.

## Catalogue Boccherini
Le catalogue d'opus que Boccherini tenait sa vie durant, comme il l'indique dans une lettre adressée à Pleyel du 24 décembre 1798 : « Depuis 1760, année où je commençais à écrire, j'ai eu l'habitude de tenir un catalogue de toutes mes œuvres, avec l'année où je les écrivis, pour qui je les écrivis, à qui je les vendis », est connu essentiellement par les quatre sources suivantes :
1. le catalogue autographe complet des œuvres de Luigi Boccherini. S'il a été perdu, nous en possédons cependant quelques vestiges. Ce sont des listes d'œuvres le plus souvent accompagnés de l’incipit, rédigées par le compositeur pour les différentes transactions avec Ignace Pleyel concernant leur publication :
  - la Nota delle opere non date ancora a nessuno de la première tractation (Nota 1, 1796) ;

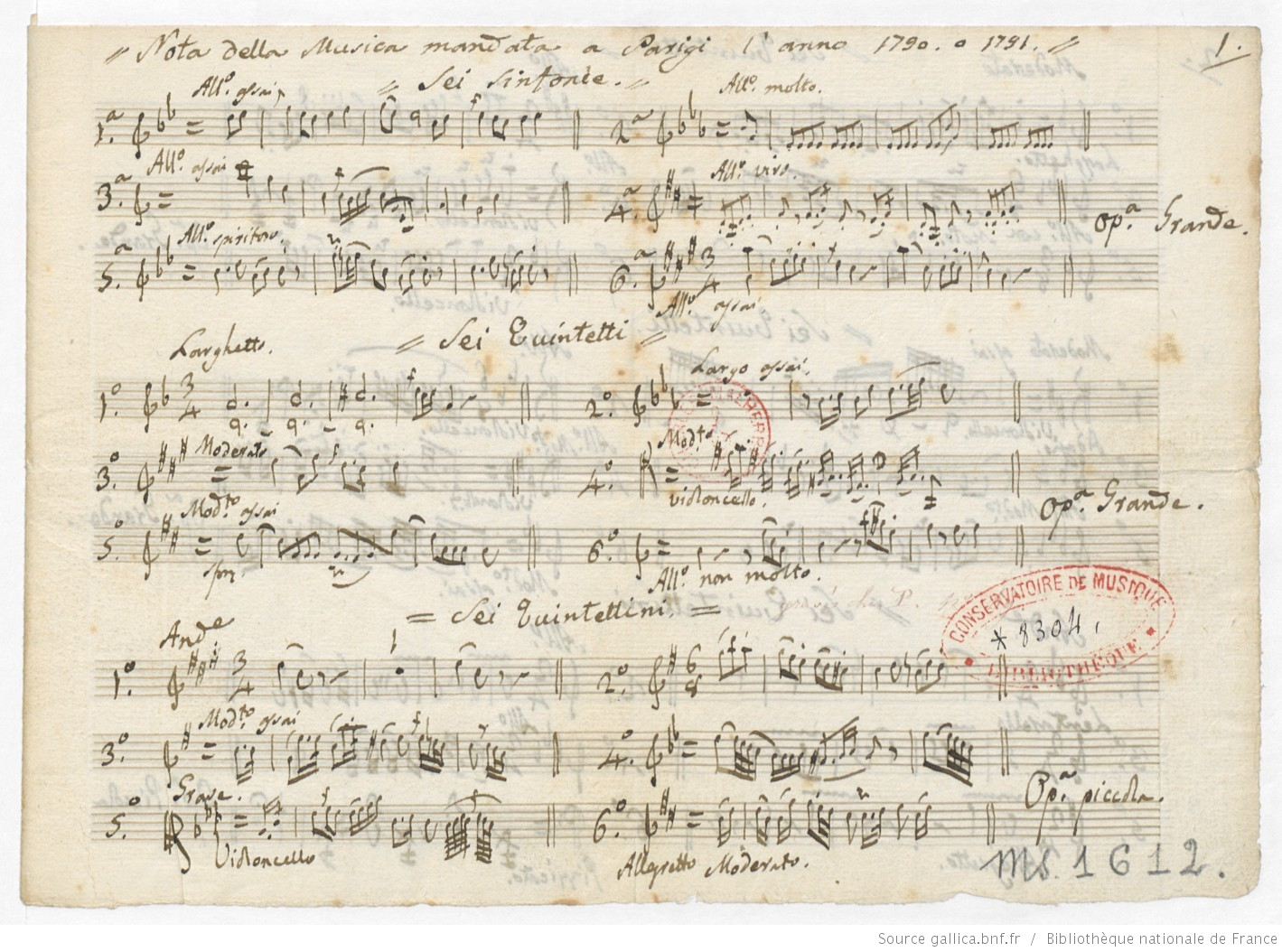
La Nota delle musica mandata a Parigi l'anno 1790 o 1791.

  - le Catalogo delle opere da me Luigi Boccherini cedute in tutta proprietà al Signor Ignazio Pleyel de la première tractation (Catalogo1, 14 novembre 1796) ; La Nota delle musica mandata a Parigi l'anno 1790 o 1791.
  - la Nota delle musica mandata a Parigi l'anno 1790 o 1791 de la deuxième tractation (Nota 2A et Nota 2B, 1796) ;
  - le second catalogue de la deuxième tractation qui n'a pas de titre (Catalogo 2B, 8 juillet 1797);
  - la transaction liée à la vente des opus 56 et 57 (1797) ;
2. le catalogue (manuscrit) Baillot :  Catalogue des Ouvrages de Musique Composées par Luigi Boccherini (début du XIXe siècle), du nom du violoniste français Pierre Baillot qui posséda l'exemplaire ;
3. le catalogue que Louis Picquot inséra à la fin de sa Notice (1851) ;
4. le catalogue que publia son arrière petit-fils, Alfredo Boccherini y Calonje : Catálogo de las obras de música de Luis Boccherini, compositor de cámera de S.A.R. el Infante D.Luis y de S.M. el Rey de Prussia (1879).

Certaines différences et inexactitudes de ces trois derniers catalogues avec les sources manuscrites de Boccherini ont été relevées par les musicologues spécialisés dans les études sur le musicien lucquois, tels Germán Labrador, Remigio Coli, Rudolf Rasch ou bien Marco Mangani, mais à défaut de pouvoir remonter à l'original (perdu), de nouvelles perspectives de recherches se fondant sur une chronologie révisée des œuvres composées tendent à proposer une numérotation d'opus par année plus proche de la réalité. D'autant plus que certains ouvrages ne sont pas mentionnés, comme les œuvres vocales, les sonates pour violoncelle, les concertos pour violoncelle ou bien des œuvres symphoniques comme la sérénade en ré majeur [G.501]. En outre, il convient de garder à l'esprit que les œuvres de Boccherini n'auront fait l'objet que de très peu de publications entre la période 1785 (Antonio Zatta à Venise) et 1798 (Ignace Pleyel à Paris) voire aucune si on retranche celles non officielles publiées par Artaria à l'exception notable cependant de l'opus 26 (1781). De ce fait, le compositeur se réserve le monopole d'une grande majorité d’œuvres qu'il pourra revendre comme nouveautés alors qu'elles étaient déjà datées de quelques années à ses mécènes successifs: comtesse de Benavente-Osuna, Frédéric-Guillaume II, le fermier-général Jean-Baptiste Tavernier de Boullongne de Préminville, Lucien Bonaparte, le Tsar des Russies Alexandre 1er etc. sans se douter qu'ils détiennent des œuvres originellement composées pour Don Luis (1770-1785)...
Dans les partitions autographes qui nous sont parvenues, différents systèmes de numérotation peuvent être relevés, ces systèmes n'acquérant leur forme définitive qu'avec la récapitulation listée des œuvres prévues à la publication (work in progress). Cependant, Boccherini fait toujours la distinction dans ses catalogues entre ses grandes œuvres ou opere grandi composées de trois mouvements au minimum et ses petites œuvres ou opere piccole constituées seulement de deux mouvements. Cette classification à visée commerciale n'est cependant pas toujours systématique (cf. ses lettres à Carlo Emanuele Andreoli et à Ignaz Pleyel).

### Numérotation annuelle

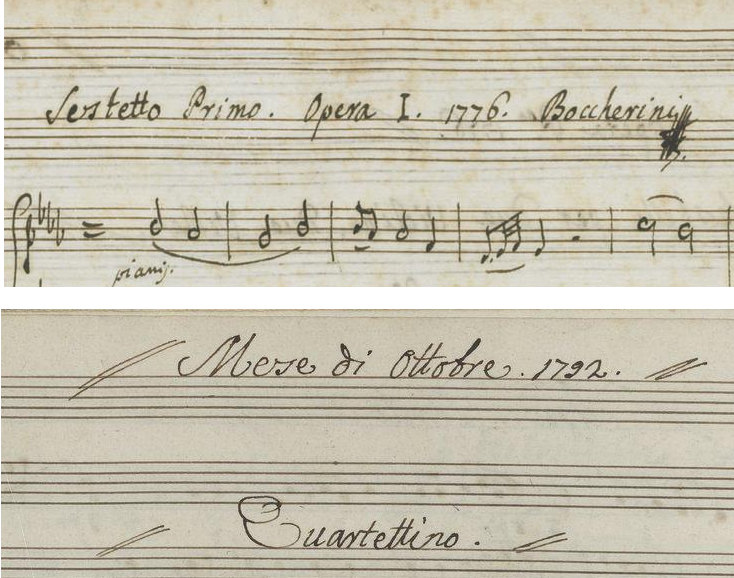
Deux exemples des opere annuelles sur des partitions de Luigi Boccherini (Fonds BnF)

À l'époque où il travailla comme musicien de chambre et compositeur au service de l'Infant Don Luis (1770-1785), Boccherini s'efforça de composer trois séries de six œuvres chaque année, comme il l'explique dans sa lettre du 22 septembre 1780 à Carlo Emanuele Andreoli : « io [...] scrivo tre opere ogn'anno ora siano quintetti, ora quartetti, trio, etc. ». Ces œuvres sont identifiées, sur la plupart des partitions manuscrites de cette époque qui nous sont parvenues, par l'année (probable) de leur composition, et de l'indication opera prima, seconda ou terza. Le premier manuscrit attestant de ce classement par opere est celui des sextuors « op. 1a. 1773 » (opus 16) [G.461-466] mais ce système était déjà en place dès 1771 et 1772 comme l'indiquent les six séries des opus 10 à 12 et 13 à 15. Ainsi par exemple, pour l'année 1779, on aura la configuration suivante :
| Année 1779          | Catalogue |
| ------------------- | --------- |
| « opera 1a. 1779 »  | opus 27   |
| « opera 2da. 1779 » | opus 28   |
| « opera 3a. 1779 »  | opus 29   |

Pour l'ensemble de la période durant laquelle Boccherini est au service de l'Infant Don Luis (1770-1785), la répartition des œuvres par opus est la suivante :
| Année | Opera prima | Opera seconda  | Opera terza | Note |
| ----- | ----------- | -------------- | ----------- | --- |
| 1770  |             | 8 ?            | 9 ?         | Les opus 8 et 9 ont été publiés avant que Boccherini ne soit au service de Don Luis d'Espagne |
| 1771  | 10          | 11             | 12          | |
| 1772  | 13          | 14             | 15          | |
| 1773  | 16          | ✘              | 17 ?        | ✘ = œuvre manquante |
| 1774  | 18          | 19             |             | |
| 1775  | 20          | 21             | 22          | |
| 1776  | 23          | ✘              | 24 ?        | |
| 1777  | 24 ?        |                |             | L'opus 24 a été une première fois mentionné par Boccherini comme opera 3a de 1776 avant d'être modifié en opera 1a de 1777. Les trois catalogues l'enregistrent comme une œuvre appartenant à l'année 1778 |
| 1778  | ✘           | 25             | 26          | |
| 1779  | 27          | 28             | 29          | |
| 1780  | 30          | 31             | 32          | |
| 1781  | 33          | Stabat Mater ? | 34          | Le Stabat Mater pourrait être l’opera 2a de l'année 1781 |
| 1782  | 35          |                |             | |
| 1783  |             |                |             | |
| 1784  | ✘           | 36             |             | |
| 1785  |             |                |             | Les années 1777, 1783, 1784 et 1785 reflétant des années d'inactivité musicale de la part du compositeur, sont remises en question actuellement par les spécialistes.                                      |

### Numérotation mensuelle
Au commencement de l'année 1786, Boccherini devait composer, en principe, 12 œuvres per annum pour le roi de Prusse au service duquel il était employé (1786-1797), ce qui signifie une pour chaque mois. Le système qui a été adopté par le compositeur durant cette période consiste à mentionner le mois et l'année de leur envoi sur les pages de titre de ses partitions manuscrites. La première œuvre identifiée d'après ce nouveau système de numérotation, les quintettini op. 36 [G.331-336], ont été envoyés à Berlin comme Opera II. 1784 (numérotation utilisée au service de Don Luis). Cependant des parties séparées de cette même œuvre conservées dans la collection de la Bibliothèque de l'Opéra de Paris et identifiées par le système mois/année ont été envoyées à Berlin entre mai et octobre 1786. Cela signifie que les quintettini op. 36 ont été préalablement composés pour l'Infant en 1784, avant d'être réutilisés en 1786, pour satisfaire aux obligations de contrat de Frédéric-Guillaume II.
De 1787 à 1792, des pièces de différents genres ont été envoyées au roi, toujours identifiées par le mois et l'année de leur envoi. Aussi, quand ces œuvres ont été regroupées par la suite en numéros d'opus pour les besoins de la publication par Ignace Pleyel, elles furent rassemblées en groupe de six œuvres chacune (deux groupes chaque année). Cependant, la quantité requise de 12 œuvres, en deux ouvrages de 6 du même genre, n'étant pas toujours disponible, différents opus datant de cette période contiennent des ouvrages composites : les opus 38, 41, 42, 43 et 45. Certains autres numéros contiennent moins de 6 œuvres : c'est le cas par exemple, avec les opus 37 et 39 (quatre œuvres chacune) ; d'autre, plus de six, comme l'opus 42 qui en contient huit :
| œuvres                | Gérard 1969 | tonalité        | mois/année                                    |
| --------------------- | ----------- | --------------- | --------------------------------------------- |
| quatuor op. 39        | G.213       | la majeur       | Mese di Novembre 1787 (mois de novembre 1787) |
| quintette op. 39 no 1 | G.337       | si-bémol majeur | Mese di Gennaio 1787 (janvier)                |
| quintette op. 39 no 2 | G.338       | fa majeur       | Mese di Febbraio 1787 (février)               |
| quintette op. 39 no 3 | G.339       | ré majeur       | Mese di Marzo 1787 (mars)                     |

| œuvres                  | Gérard 1969 | tonalité        | mois/année                       |
| ----------------------- | ----------- | --------------- | -------------------------------- |
| quartettino op. 42 no 1 | G.216       | la majeur       | Mese di Febbraio 1789 (février)  |
| quartettino op. 42 no 2 | G.217       | ut majeur       | Mese di Aprile 1789 (avril)      |
| quintette op. 42 no 1   | G.348       | fa mineur       | Mese di Marzo 1789 (mars)        |
| quintette op. 42 no 2   | G.349       | ut majeur       | inconnu                          |
| quintettino op. 42 no 3 | G.350       | si mineur       | Mese di Novembre 1789            |
| quintette op. 42 no 4   | G.351       | sol mineur      | Mese di Dicembre 1789 (décembre) |
| octuor op. 42           | G.473       | mi-bémol majeur | inconnu                          |
| symphonie op. 42        | G.520       | ré majeur       | Mese di Gennaio 1789 (janvier)   |

Après 1792, les opus reprennent leur rythme habituel de six œuvres chacun à l'exception cependant des années 1794, 1795 sans doute interrompu par la fatigue du compositeur (voir sa correspondance avec Pleyel).

### Catalogues autographes de la première transaction avec Pleyel
Deux catalogues sont issus de la négociation du 14 novembre 1796 avec Pleyel. Le premier, la Nota delle opere non date ancora a nessuno (liste des œuvres non encore envoyées à personne, Nota 1) a été rédigée très peu de temps après le 11 octobre 1796 quand Boccherini annonce à Pleyel qu'il lui enverra la liste des thèmes : « quant au reste, jusqu'au chiffre de 200 et quelques pièces que je vous ai offertes, je vous enverrai le thème de chacune d'elles [...] ». Il n'y a pas de numéros d'opus dans la Note 1, mais bien qu'ordonnées différemment, les 58 pièces mentionnées correspondent clairement aux opus 44 à 54 du Catalogue Baillot et du Catálogo 1879 :
| Nota 1 (1796)     | Œuvres                                                      | Catalogue Baillot Cat. 1879                            | Gérard 1969                   |
| ----------------- | ----------------------------------------------------------- | ------------------------------------------------------ | ----------------------------- |
| Anno 1792 (année) | une sinfonia grande quatre quintetti grandi six quartettini | op. 45, 1792 op. 45 nos 1-4, 1792 op. 44, 1792         | G.522 G.355-358 G;200-225     |
| Anno 1793         | six quintetti six terzettini                                | op. 46, 1793 op. 47, 1793                              | G.359-364 G.107-112           |
| Anno 1794         | six quartettini cinq quintetti                              | op. 48, 1794 op. 49 nos 1-5, 1794                      | G.226-231 G.365-369           |
| Anno 1795         | six quintettini quatre quartetti deux quintetti             | op. 50, 1795 op. 52 nos 1-4, 1795 op. 51 nos 1-2, 1795 | G.370-375 G.232-235 G.376-377 |
| Anno 1796         | six terzetti six quartettini                                | op. 54, 1796 op. 53, 1796                              | G.113-118 G.236-241           |

Les incipit du terzetto op. 54 no 6 [G.118] et du quartettino op. 53 no 6 [G.241] n'ont pas été insérés dans la présente liste. « Queste due opere saranno complete al fine del presente anno » (ces deux œuvres seront terminées à la fin de la présente année) écrit Boccherini à la fin de la Nota 1.
Le second catalogue, associé à la première transaction est le Catalogo delle opere da me Luigi Boccherini cedute in tutta proprietà al Signor Ignazio Pleyel (Catalogue 1). Il est daté du 14 novembre 1796 et a été annexé à l'acte de vente, écrit en espagnol par le notaire Antonio Martínez Llorente, pour les 58 compositions listées en Nota 1. Les œuvres ont été groupées et ordonnées par numéros d'opus (44 à 54) classées suivant la distinction chère au compositeur entre opera grande et opera piccola mais non datées. Le groupement est le même dans le Catalogue Baillot et le Catálogo 1879. L’incipit du quatuor op. 53 no 6 [G.241] et celui du trio op. 54 no 6 [G.118], sont maintenant inclus dans ce catalogue autographe.

### Catalogues autographes de la deuxième transaction avec Pleyel
Deux catalogues sont liés à la deuxième transaction avec Pleyel du 8 juillet 1797, concernant 110 œuvres. Le premier est la Nota della musica mandata a Parigi l'anno 1790 o 1791 (liste de la musique envoyée à Paris l'année 1790 ou 1791, Note 2). Ce catalogue est divisé en deux sections ; la première (Note 2A) comprend 12 jeux de 6 œuvres, chacune sans opus ni date, mais avec la distinction opera piccola/opera grande:
| Note 2A (1796)                 | Cat. Baillot Cat. 1879 | Gérard 1969 |
| ------------------------------ | ---------------------- | ----------- |
| six sinfonie, opera grande     | op. 21, 1775           | G.493-498   |
| six quintetti, opera grande    | op. 25, 1778           | G.295-300   |
| six quintettini, opera piccola | op. 27, 1779           | G.301-306   |
| six quintetti, opera grande    | op. 28, 1779           | G.307-312   |
| six quintetti, opera grande    | op. 29, 1779           | G.313-318   |
| six quartettini, opera piccola | op. 30, 1780           | G.319-324   |
| six quintetti, opera grande    | op. 31, 1780           | G.325-330   |
| six quartetti, opera grande    | op. 32, 1780           | G.201-206   |
| six quartettini, opera piccola | op. 33, 1781           | G.207-212   |
| six terzetti, opera grande     | op. 34, 1781           | G.101-106   |
| six sinfonie, opera grande     | op. 35, 1782           | G.509-514   |
| six quintettini, opera piccola | op. 36, 1786           | G.331-336   |

La seconde section (Note 2B) contient les opere mensuali, pièces adressées à Frédéric-Guillaume II, roi de Prusse pour lequel Boccherini envoya une pièce chaque mois, de différents genres musicaux. Ces œuvres ont été par la suite regroupées par année et le plus souvent elles n'obéissent pas au groupement régulier de six pièces du même genre. La correspondance entre les numéros d'opus peut être facilement identifiés dans le Catalogue Baillot et le Catálogo 1879 :
| Note 2B   | œuvres | Cat. Baillot Cat. 1879                                                                   | Gérard 1969                                  | notes |
| --------- | --- | ---------------------------------------------------------------------------------------- | -------------------------------------------- | --- |
| Anno 1787 | Deux sinfonie grandi trois quintetti grandi six notturni, opera piccola un quartetto                                       | op. 37 nos 3-4, 1787 op. 39 nos 1-3, 1787 op. 38, 1787 op. 39, 1787                      | G.517-518 G.337-339 G.467-472 G.213          | Les symphonies op. 37 nos 1-2 [G.515-516] de nov. et déc. 1786 sont absentes. G.213 ne figure pas dans le Cat. 1879. |
| Anno 1788 | une sinfonia grande deux quartetti grandi il gioco de'minuetti deux autres quintetti grandi six quintettini, opera piccola | op. 41, 1788 op. 41 nos 1-2, 1788 op. 41, 1788 op. 41 nos 1-2, 1788 op. 40, 1788         | G.519 G.214-215 G.525 G.346-347 G.340-345    | G.214-215 ne figurent pas dans le Cat. 1879. Pas d’incipit pour il gioco de'minuetti.                                |
| Anno 1789 | une sinfonia grande un notturno piccolo un quintettino deux quartettini trois quintetti grandi                             | op. 42, 1789 op. 42, 1789 op. 42 no 3, 1789 op. 42 nos 1-2, 1789 op. 42 nos 1-2, 4, 1789 | G.520 G.473 G.350 G.216-217 G.348-349, G.351 | |
| Anno 1790 | une sinfonia deux quartettini un quintetto grande un autre quintetto grande un quintettino                                 | op. 43, 1790 op. 43 nos 1-2, 1790 op. 43 no 2, 1790 op. 43 no 3, 1790 op. 43 no 1, 1790  | G.521 G.218-219 G.353 G.354 G.352            | Le total de la Nota 2B et de la Nota 2A est donc de 110 œuvres.                                                      |

Boccherini à la fin de la Nota 2 explique que la Nota 1 et la Nota 2 ne forment qu'un seul et même document, envoyé à Pleyel quelques jours après le 11 octobre 1796 : « I cinquantasei che seguitano non sono stati dati altro che al suo legittimo padrone a Berlino. » (les 56 [compositions] qui suivent, [c'est-à-dire celles de la Nota 1, il ne comptent pas les deux œuvres non terminées de 1796] ont été données seulement à leur possesseur légitime à Berlin). La Nota 1 peut être regardée comme la suite de la Nota 2.
Le second catalogue de la deuxième transaction n'a pas de titre. Il est daté de Madrid, 8 juillet 1797 (Catalogue 2B). Il s'agit d'un acte de vente en espagnol rédigé quelques mois plus tôt, le 21 février 1797 mais effectué seulement le 8 juillet 1797. En vue de la vente de ses 110 œuvres, Boccherini a préparé 2 catalogues avec 84 et 26 pièces respectives. Malheureusement, seulement le second nous est parvenu. Il énumère les opp.40-43 et les deux derniers opus ont été inter-changés en raison du manque de place sur la feuille (l'op.42 mentionné en premier a été changé pour l'op.43). Les groupements en opus dans le Catalogue 2B correspondent à ceux du Catalogue Baillot alors que le  Catálogo 1879 omet les quatuors à cordes opp.39 et 41 cités dans le Catalogue B. Le Catalogue 2A devait inclure les symphonies op.37/1-2 sinon, sans cela, les pièces énumérées n'auraient pu atteindre le nombre de 110.

## Catalogue d'opus
Le catalogue d'opus que Boccherini tenait sa vie durant comprend 64 numéros, mais ne recense que les œuvres publiées. 

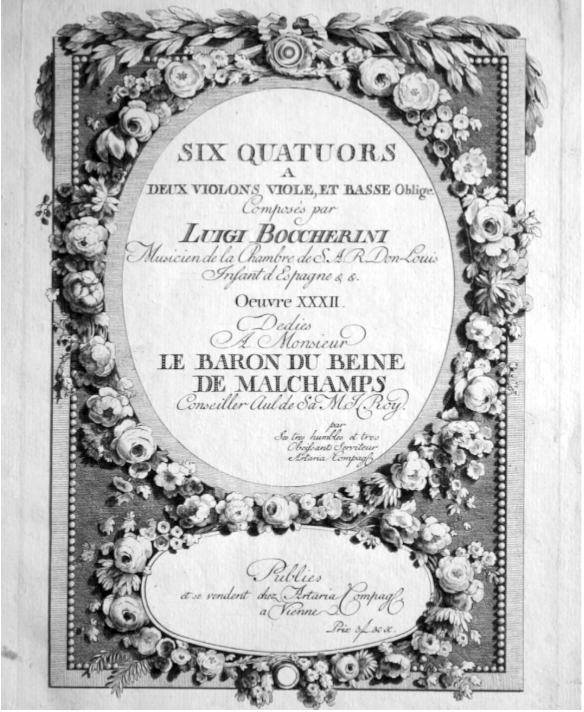
Frontispice de l'édition viennoise des « 6 quartettini » op. 26 (Artaria 1781).

- op. 1 : 6 trios à cordes [G.77-94] (1760), pour deux violons et violoncelle.
- op. 2 : 6 quatuors [G.159-164] (1761) - dedicate ai veri dilettanti e conoscitori di musica.
- op. 3 : 6 duos pour deux violons [G.56-61].
- op. 4 : 6 trios à cordes [G.83-88] (1766), pour deux violons et violoncelle.
- op. 5 : 6 sonates [G.25-30], pour clavecin ou piano-forte et violon obbligato.
- op. 6 : 6 trios à cordes [G.89-94] (1769), pour deux violons et violoncelle - dedicatti a S. A. R. Don Carlo Principe di Asturias.
- op. 7 : sinfonia concertante [G.491] (1769) Concerto a più stromenti obligati.
- op. 8 : 6 quatuors [G.165-170] (1769) - dedicati a S. A. R. don Luigi, Infante di Spagna.
- op. 9 : 6 quatuors [G.171-176] (1770) - dedicati alli Signori Diletanti di Madrid.
- op. 10 : 6 quintettes [G.265-270] (1771).
- op. 11 : 6 quintettes [G.271-276] (1771) - Le no 5 contient le célèbre Menuet, le no 6 : L'Uccelleria.
- op. 12 : 6 symphonies [G.503-508] (1771) - la no 4, La casa del Diavolo.
- op. 13 : 6 quintettes [G.277-282] (1772).
- op. 14 : 6 trios à cordes [G.95-100] (1772), pour violon, alto et violoncelle.
- op. 15 : 6 quartettini [G.177-182] (1772).
- op. 16 : 6 divertimenti (ou sextuors) [G.461-466] (1773), pour flûte, deux violons, alto et deux violoncelles (et contrebasse ad. lib).
- op. 17 : 6 quintettini [G.419-424]  (1773), pour deux violons, flûte, alto et violoncelle.
- op. 18 : 6 quintettes [G.283-288] (1774).
- op. 19 : 6 quintettini [G.425-430] (1774), pour deux violons, flûte, alto et violoncelle.
- op. 20 : 6 quintettes [G.289-294] (1775)
- op. 21 : 6 symphonies [G.493-498] (1775).
- op. 22 : 6 quartettini [G.182-188] (1775).
- op. 23 : 6 sextuors à cordes [G.454-460] (1776), pour deux violons, deux altos et deux violoncelles.
- op. 24 : 6 quatuors [G.189-194] (1776-8).
- op. 25 : 6 quintettes [G.295-300] (1778).
- op. 26 : 6 quartettini [G.195-200] (1778).
- op. 27 : 6 quintettini [G.301-306] (1779).
- op. 28 : 6 quintettes [G.307-312] (1779).
- op. 29 : 6 quintettes [G.313-318] (1779) - Le no 4 : Il Ballo Tedesco.
- op. 30 : 6 quartettini [G.319-324] (1780) - Le no 6 : La Musica Notturna delle strade di Madrid.
- op. 31 : 6 quintettes [G.325-330] (1780).
- op. 32 : 6 quatuors [G.201-206] (1780) - Le no 4, 1er mouvement : Allegro bizarro.
- op. 33 : 6 quartettini [G.207-212] (1781).
- op. 34 : 6 trios à cordes [G.101-106] (1781), pour deux violons et violoncelle.
- op. 35 : 6 symphonies [G.509-514] (1782).
- op. 36 : 6 quintettini [G.331-336] (1786) - Le no 6 : Dello Scacciapensiero.
- op. 37 : 4 symphonies [G.515-518] (1786/87).
- op. 38 : 6 notturni [G.467-472] (1787), sextuors et octuors pour cordes et vents - Les nos 2 et 3 sont perdus.
- op. 39 : 3 quintettes, [G.337-339], pour deux violons, alto, violoncelle et contrebasse ; Quatuor à cordes [G.213] (1787).
- op. 40 : 6 quintettini [G.340-345] (1788) - Le no 1, trio du menuet : la Folia, le no 2: Del Fandango.
- op. 41 : 2 quintettes [G.346-347] - Le no 1, 4e mouvement : Allegro alla Turca ; 2 quatuors [G.214-215] ; Un gioco di Minuetti ballabili [G.525] ; symphonie [G.519] (1788[n 1]).
- op. 42 : symphonie [G.520] ; 4 quintettini [G.348-351] ; 2 quartettini [G.216-217] - plus un notturno (octuor) [G.473], perdu (1789)Six quartettino pour deux violons, alto et basse composés par Luigi Boccherini, œuvre 40. Édités à Paris par Pleyel en 1798. Il s'agit ici des premières mesures de la partie de second violon de l'Andantino lento du quatuor opus 53 no 5 [G.240][1]..
- op. 43 : Symphonie [G.521] ; 3 quartettini [G.352-354] ; 2 quartettini [G.218-219] (1790).
- op. 44 : 6 quartettini [G.220-225] (1792) - Le no 4 : La Tiranna.
- op. 45 : symphonie [G.522] ; 4 quintettes [G.355-358] (1792).
- op. 46 : 6 quintettes [G.359-364] (1793).

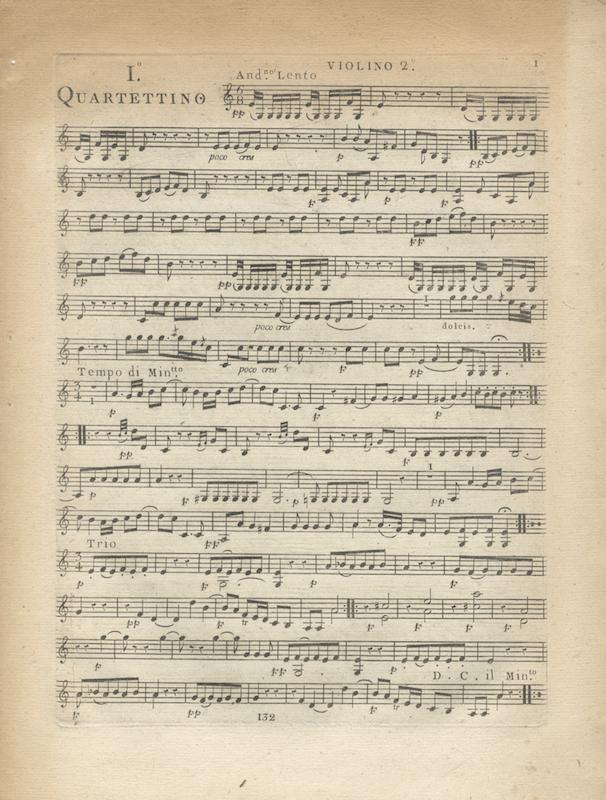
Six quartettino pour deux violons, alto et basse composés par Luigi Boccherini, œuvre 40. Édités à Paris par Pleyel en 1798. Il s'agit ici des premières mesures de la partie de second violon de l'Andantino lento du quatuor opus 53 no 5 [G.240].

- op. 47 : 6 trios à cordes [G.107-112] (1793), pour violon, alto et violoncelle.
- op. 48 : 6 quartettini [G.226-231] (août 1794, Manuscrit BN[w 1]).
- op. 49 : 5 quintettes [G.365-369] (1794).
- op. 51 : 2 quintettes [G.376-377] (1795).
- op. 52 : 4 quatuors [G.232-235] (1795).
- op. 53 : 6 quartettini [G.236-241] (1796).
- op. 54 : 6 trios à cordes [G.113-118] (1796), pour deux violons et violoncelle.
- op. 55 : 6 quintettini [G.431-436] (1797), pour deux violons, hautbois (ou flûte), alto et violoncelle.
- op. 56 : 6 quintettes [G.407-412] (1797), pour piano, deux violons, alto et violoncelle.
- op. 57 : 6 quintettes [G.413-418] (1799), pour piano, deux violons, alto et violoncelle « à la Nation Française ».
- op. 58 : 6 quatuors [G.242-247] (1799).
- op. 59 : Messe, op. 59 [G.528] (1800) - œuvre perdue.
- op. 60 : 6 quintettes [G.391-396] (1801), pour deux violons, deux altos et violoncelle. Dédiés à Lucien Bonaparte - le no 4 [G.394] est perdu.
- op. 61 : Stabat Mater [G.532] (1800, première version: 1781).
- op. 62 : 6 quintettes [G.397-402] (1802), pour deux violons, deux altos et violoncelle.
- op. 63 : Cantata al Santo Natale di Nostro Signor Jesu-Cristo a quatro voci obligati, coro e stromenti dedicata all'Imperatore di Russia, [G.535] (1802) - œuvre perdue.
- op. 64 : 2 quatuors [G.248-249] (1804) - le deuxième est incomplet.

## Catalogue Gérard

### Sonates pour violoncelle

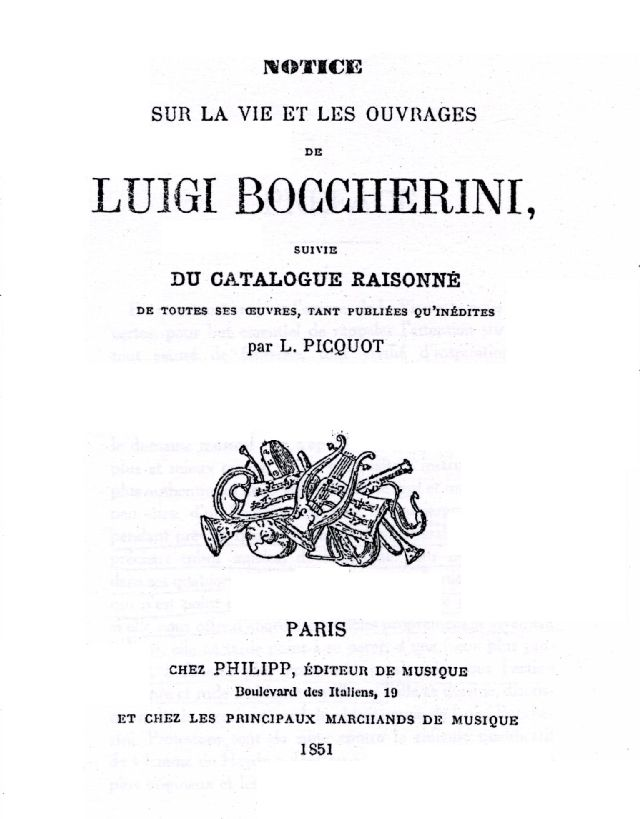
Louis Picquot, Notice sur la vie et les ouvrages de Luigi Boccherini, suivie du catalogue raisonné de toutes ses œuvres, tant publiées qu'inédites, Paris, 1851.

- G 1 : Sonate pour violoncelle en fa majeur
- G 2a : Sonate pour violoncelle en ut mineur
- G 2b : Sonate pour violoncelle en ut mineur
- G 3 : Sonate pour violoncelle en ut majeur
- G 4a : Sonate pour violoncelle en la majeur
- G 4b : Sonate pour violoncelle en la majeur
- G 5 : Sonate pour violoncelle en sol majeur
- G 6 : Sonate pour violoncelle en ut majeur
- G 7 : Sonate pour violoncelle en ut majeur
- G 8 : Sonate pour violoncelle en si bémol majeur
- G 9 : Sonate pour violoncelle en fa majeur
- G 10 : Sonate pour violoncelle en mi bémol majeur
- G 11 : Sonate pour violoncelle en mi bémol majeur
- G 12 : Sonate pour violoncelle en si bémol majeur
- G 13 : Sonate pour violoncelle en la majeur
- G 14 : Sonate pour violoncelle en mi bémol majeur
- G 15 : Sonate pour violoncelle en sol majeur
- G 16 : Sonate pour violoncelle en mi bémol majeur
- G 17 : Sonate pour violoncelle en ut majeur
- G 18 : Sonate pour violoncelle en ut mineur

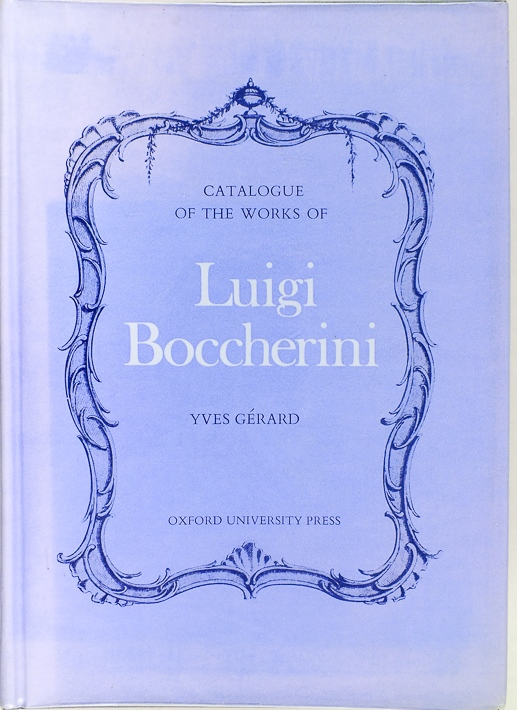
Catalogue Yves Gérard des œuvres de Luigi Boccherini, Londres, 1969.

- G 19 : Sonate pour violoncelle en fa majeur
- G 562 : Sonate pour violoncelle en sol mineur
- G 563 : Sonate pour violoncelle en sol majeur
- G 564 : Sonate pour violoncelle en ré majeur
- G 565a : Sonate pour violoncelle en si bémol majeur
- G 565b : Sonate pour violoncelle en si bémol majeur
- G 566 : Sonate pour violoncelle en mi bémol majeur
- G 567 : Sonate pour violoncelle en mi bémol majeur
- G 568 : Sonate pour violoncelle en mi bémol majeur
- G 569 : Sonate pour violoncelle en ut majeur
- G 579 : Sonate pour violoncelle en fa majeur
- G 580 : Sonate pour violoncelle en ré majeur
- G deest : Sonate pour violoncelle en la majeur
- G deest : Sonate pour violoncelle en la mineur
- G deest : Sonate pour violoncelle en ut mineur
- G deest : Sonate pour violoncelle en ut mineur
- G deest : Sonate pour violoncelle en ré majeur
- G deest : Sonate pour violoncelle en mi bémol majeur
- G deest : Sonate pour violoncelle en fa mineur

### Œuvres pour clavier
- G 21 : Sinfonia pour clavier en mi bémol majeur
- G 22 : Sonate pour clavier en mi bémol majeur
- G 23 : 6 Sonates pour clavier tirées des Trios G 143–148
- G 24 : 6 Sonates pour clavier tirées des Trios G 95–100

### Sonates pour violon

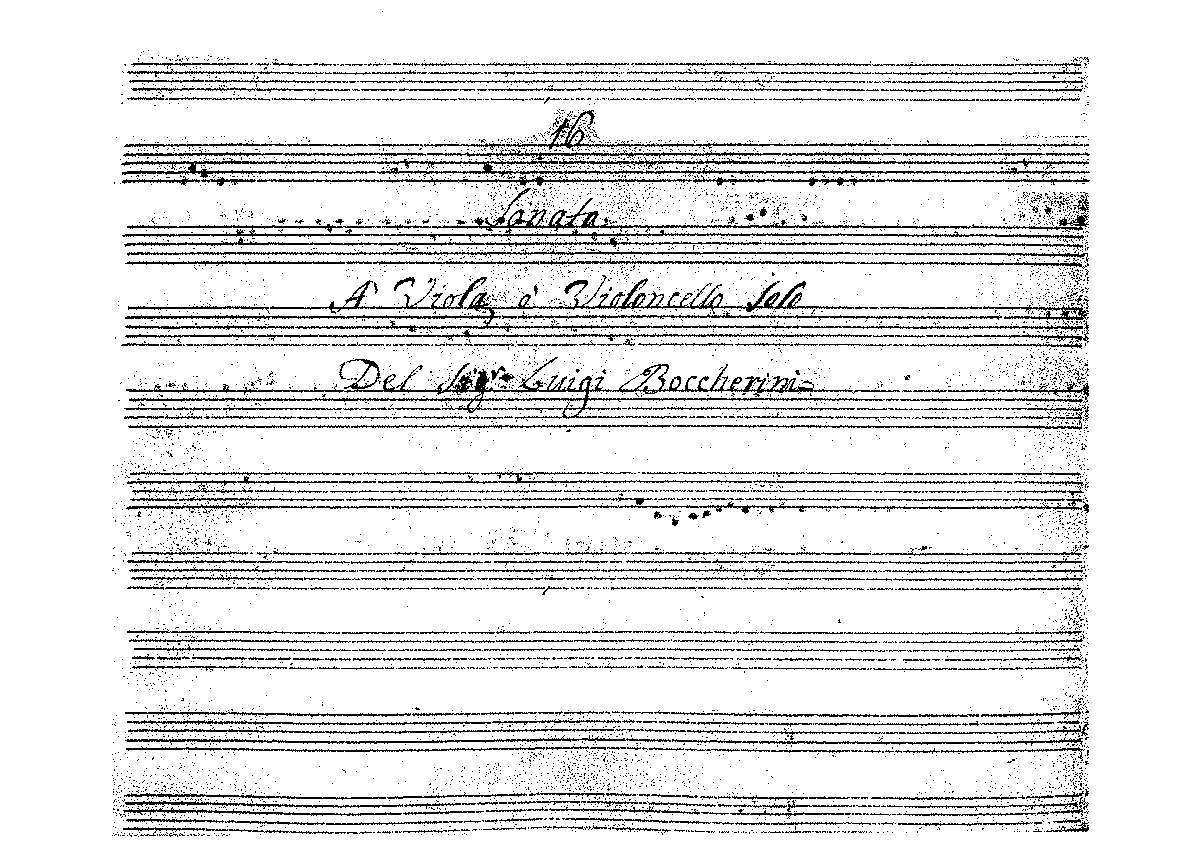
Sonata a Viola, ò violoncello solo, G.18.

- G 20 : 6 Sonate pour violons tiré de Sonate pour violoncelles
- G 25 : Sonate pour violon op. 5 nº 1 en si bémol majeur
- G 26 : Sonate pour violon op. 5 nº 2 en do majeur
- G 27 : Sonate pour violon op. 5 nº 3 en si bémol majeur
- G 28 : Sonate pour violon op. 5 nº 4 en ré majeur
- G 29 : Sonate pour violon op. 5 nº 5 en sol mineur
- G 30 : Sonate pour violon op. 5 nº 6 en mi bémol majeur
- G 31 : 6 Sonates pour violon (perdu)
- G 32 : 3 Sonates pour violon, Livre 3 (perdu)
- G 33 : 3 Sonates pour violon, Livre 4 (perdu)
- G 34 : Sonate pour violon op. 13 nº 1 en do majeur

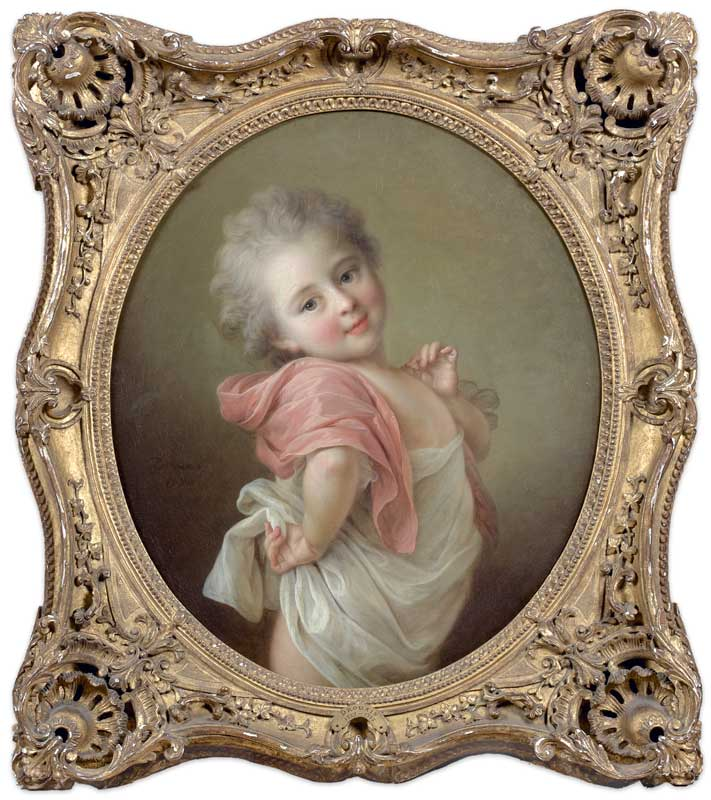
C'est durant son séjour parisien de 1768 que Boccherini compose les 6 sonates pour violon obligé opus 5. Le plus souvent exécutées « sur la harpe » avec accompagnement de la flûte, ces sonates rencontrent un succès immédiat auprès des sociétés d'esprit que sont les salons de l'époque, aussi bien en France qu'en Europe.

- G 35 : Sonate pour violon op. 13 nº 2 en mi majeur
- G 36 : Sonate pour violon op. 13 nº 3 en si bémol majeur
- G 37 : Sonate pour violon op. 13 nº 4 en mi bémol majeur
- G 38 : Sonate pour violon op. 13 nº 5 en la majeur
- G 39 : Sonate pour violon op. 13 nº 6 en ré majeur
- G 40 : Sonate pour violon "Naderman" nº 1 en do majeur
- G 41 : Sonate pour violon "Naderman" nº 2 en si bémol majeur
- G 42 : Sonate pour violon "Naderman" nº 3 en ré mineur
- G 43 : Sonate pour violon "Naderman" nº 4 en do mineur
- G 44 : Sonate pour violon "Naderman" nº 5 en si bémol majeur
- G 45 : Sonate pour violon "Naderman" nº 6 en do mineur
- G 46 : Sonate pour violon op. 33 nº 1 en do mineur
- G 47 : Sonate pour violon op. 33 nº 2 en ré majeur
- G 48 : Sonate pour violon op. 33 nº 3 en si bémol majeur
- G 49 : Sonate pour violon op. 33 nº 4 en la majeur
- G 50 : Sonate pour violon op. 33 nº 5 en mi bémol majeur
- G 51 : Sonate pour violon op. 33 nº 6 en mi majeur
- G 52 : Sonate pour violon "Robinson" nº 1 en si bémol majeur
- G 53 : Sonate pour violon "Robinson" nº 2 en mi bémol majeur
- G 54 : Sonate pour violon "Robinson" nº 3 en mi majeur
- G 55 : Rondo pour violon & clavecin en sol majeur
- G 570 : Sonate pour violon en mi bémol majeur

### Duos pour violons
- G 56 : Duo pour violons Op. 3 nº 1 en sol majeur
- G 57 : Duo pour violons Op. 3 nº 2 en fa majeur
- G 58 : Duo pour violons Op. 3 nº 3 en la majeur
- G 59 : Duo pour violons Op. 3 nº 4 en si bémol majeur
- G 60 : Duo pour violons Op. 3 nº 5 en mi bémol majeur
- G 61 : Duo pour violons Op. 3 nº 6 en ré majeur
- G 62 : Duo pour violons en mi bémol majeur
- G 63 : Duo pour violons Op. 46 nº 1 en sol majeur
- G 64 : Duo pour violons Op. 46 nº 2 en mi majeur
- G 65 : Duo pour violons Op. 46 nº 3 en fa mineur
- G 66 : Duo pour violons Op. 46 nº 4 en ut majeur
- G 67 : Duo pour violons Op. 46 nº 5 en mi bémol majeur
- G 68 : Duo pour violons Op. 46 nº 6 en ré mineur
- G 69 : Duo pour violons en ut majeur
- G 70 : Duo pour violons en ut majeur
- G 71 : Duo pour violons en ré majeur
- G 72 : 6 Duos pour violons

### Duos de violoncelles
- G 73 : 6 Fugues pour 2 violoncelles
- G 74 : Sonate pour 2 violoncelles en ut majeur
- G 75 : Sonate pour 2 violoncelles en mi bémol majeur
- G 76 : 6 Duos tirés des Quatuors Op. 26, G 195–200
- G 571 : Sonate pour 2 violoncelles en ré majeur
- G 572 : Sonate pour 2 violoncelles en ré majeur

### Trios à cordes

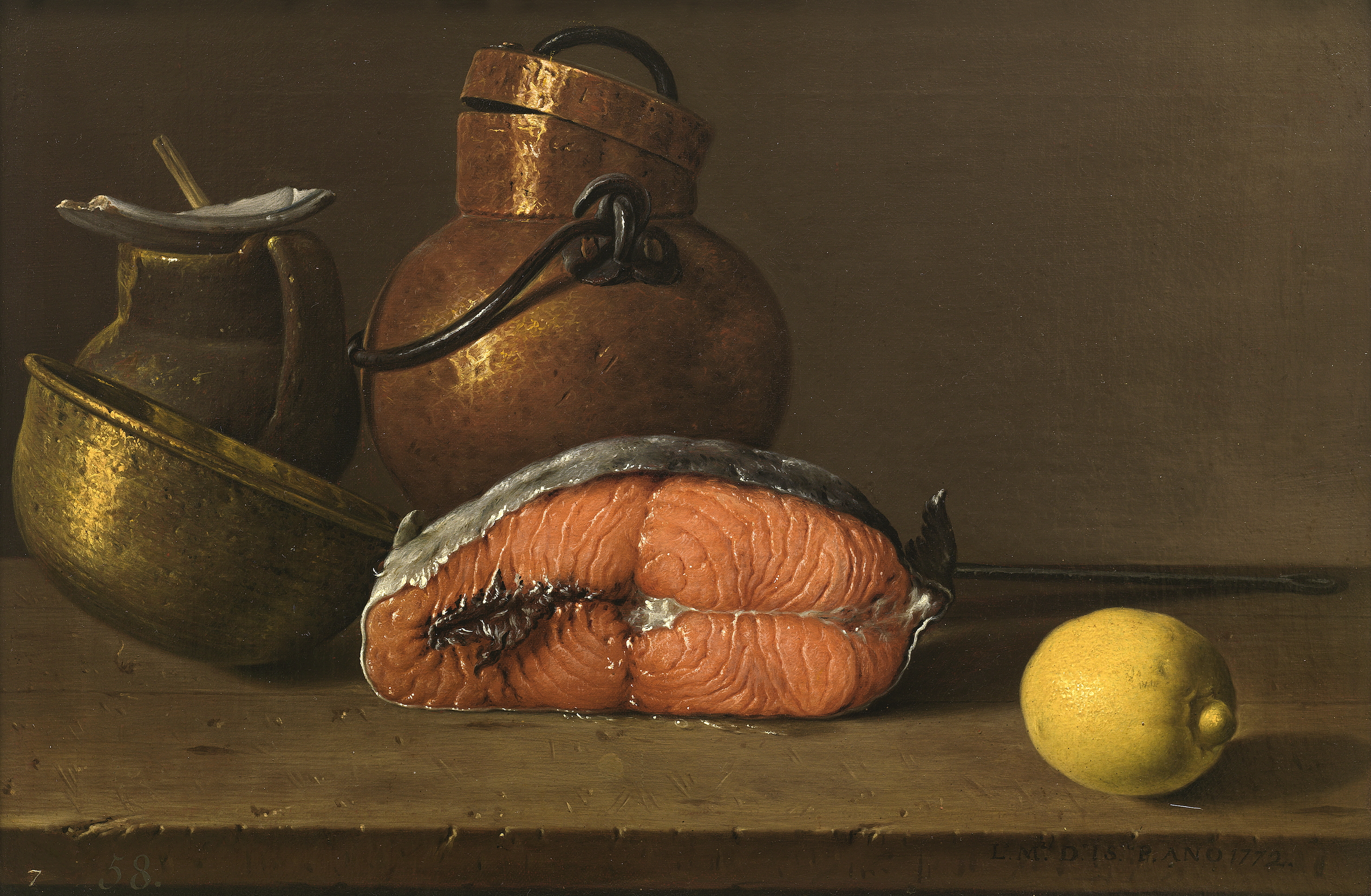
Les teintes chaudes de cette composition font écho au timbre voilé, si caractéristique de l'alto dans les 6 trios opus 14 de 1772. Luis Meléndez, Nature morte: un morceau de saumon, un citron et trois vaisselles, 1772, Musée du Prado, Madrid.

- G 77 : Trio à cordes op. 1 nº 1 en fa majeur
- G 78 : Trio à cordes op. 1 nº 2 en si bémol majeur
- G 79 : Trio à cordes op. 1 nº 3 en la majeur
- G 80 : Trio à cordes op. 1 nº 4 en ré majeur
- G 81 : Trio à cordes op. 1 nº 5 en sol majeur
- G 82 : Trio à cordes op. 1 nº 6 en do majeur
- G 83 : Trio à cordes op. 4 nº 1 en mi bémol majeur
- G 84 : Trio à cordes op. 4 nº 2 en si bémol majeur
- G 85 : Trio à cordes op. 4 nº 3 en mi majeur
- G 86 : Trio à cordes op. 4 nº 4 en fa mineur
- G 87 : Trio à cordes op. 4 nº 5 en ré majeur
- G 88 : Trio à cordes op. 4 nº 6 en fa majeur
- G 89 : Trio à cordes op. 6 nº 1 en si bémol majeur
- G 90 : Trio à cordes op. 6 nº 2 en mi bémol majeur
- G 91 : Trio à cordes op. 6 nº 3 en la majeur
- G 92 : Trio à cordes op. 6 nº 4 en fa majeur
- G 93 : Trio à cordes op. 6 nº 5 en sol mineur
- G 94 : Trio à cordes op. 6 nº 6 en do majeur

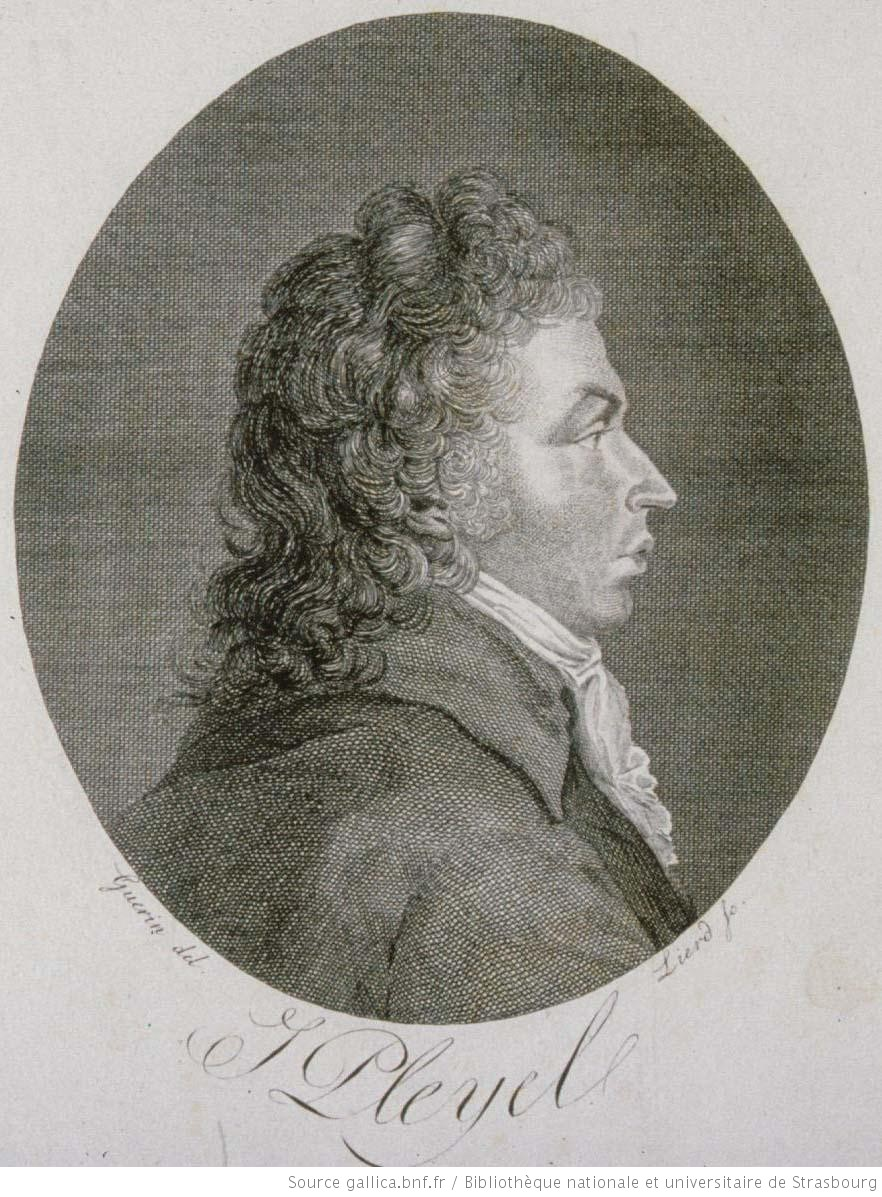
Ignace Pleyel (1757-1831) a publié un grand nombre d’œuvres de Luigi Boccherini notamment ses trios pour cordes.

- G 95 : Trio à cordes op. 14 nº 1 en fa majeur
- G 96 : Trio à cordes op. 14 nº 2 en do mineur
- G 97 : Trio à cordes op. 14 nº 3 en la majeur
- G 98 : Trio à cordes op. 14 nº 4 en ré majeur
- G 99 : Trio à cordes op. 14 nº 5 en mi bémol majeur
- G 100 : Trio à cordes op. 14 nº 6 en fa majeur
- G 101 : Trio à cordes op. 34 nº 1 en fa mineur
- G 102 : Trio à cordes op. 34 nº 2 en sol majeur
- G 103 : Trio à cordes op. 34 nº 3 en mi bémol majeur
- G 104 : Trio à cordes op. 34 nº 4 en ré majeur
- G 105 : Trio à cordes op. 34 nº 5 en do majeur
- G 106 : Trio à cordes op. 34 nº 6 en mi majeur
- G 107 : Trio à cordes op. 47 nº 1 en la bémol majeur
- G 108 : Trio à cordes op. 47 nº 2 en sol majeur
- G 109 : Trio à cordes op. 47 nº 3 en si bémol majeur
- G 110 : Trio à cordes op. 47 nº 4 en mi bémol majeur
- G 111 : Trio à cordes op. 47 nº 5 en ré majeur
- G 112 : Trio à cordes op. 47 nº 6 en fa majeur
- G 113 : Trio à cordes op. 54 nº 1 en ré majeur
- G 114 : Trio à cordes op. 54 nº 2 en sol majeur
- G 115 : Trio à cordes op. 54 nº 3 en mi bémol majeur
- G 116 : Trio à cordes op. 54 nº 4 en do majeur
- G 117 : Trio à cordes op. 54 nº 5 en ré mineur
- G 118 : Trio à cordes op. 54 nº 6 en la majeur
- G 119 : Trio à cordes op. 3 nº 1 en do majeur

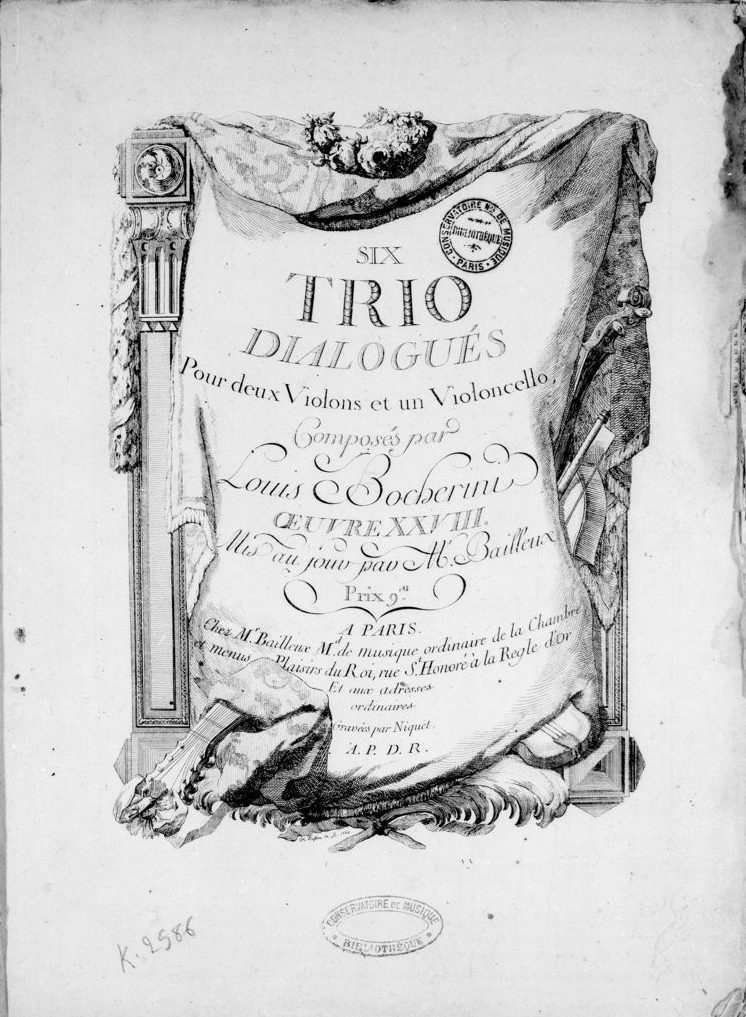
Page de titre des 6 Trios op. 28 [G.131–136] de Boccherini (édition Bailleux, Paris 1779).

- G 120 : Trio à cordes op. 3 nº 2 en la majeur
- G 121 : Trio à cordes op. 3 nº 3 en la majeur
- G 122 : Trio à cordes op. 3 nº 4 en ré majeur
- G 123 : Trio à cordes op. 3 nº 5 en ré majeur
- G 124 : Trio à cordes op. 3 nº 6 en mi bémol majeur
- G 125 : Trio à cordes op. 7 nº 1 en do mineur
- G 126 : Trio à cordes op. 7 nº 2 en ré majeur
- G 127 : Trio à cordes op. 7 nº 3 en mi bémol majeur
- G 128 : Trio à cordes op. 7 nº 4 en la majeur
- G 129 : Trio à cordes op. 7 nº 5 en si bémol majeur
- G 130 : Trio à cordes op. 7 nº 6 en fa majeur
- G 131 : Trio à cordes op. 28 nº 1 en ré majeur
- G 132 : Trio à cordes op. 28 nº 2 en mi bémol majeur
- G 133 : Trio à cordes op. 28 nº 3 en do mineur
- G 134 : Trio à cordes op. 28 nº 4 en la majeur
- G 135 : Trio à cordes op. 28 nº 5 en si bémol majeur
- G 136 : Trio à cordes op. 28 nº 6 en sol majeur
- G 137 : Trio à cordes en si bémol majeur
- G 138 : Trio à cordes en fa majeur
- G 139 : Trio à cordes en sol majeur
- G 140 : Trio à cordes en mi bémol majeur
- G 141 : Trio à cordes en la majeur
- G 142 : Trio à cordes en do majeur
- G 577 : Trio à cordes en sol majeur
- G 578 : Trio à cordes en sol majeur

### Trios avec piano
- G 143 : Trio avec piano op. 12 nº 1 en do majeur
- G 144 : Trio avec piano op. 12 nº 2 en mi mineur
- G 145 : Trio avec piano op. 12 nº 3 en mi bémol majeur
- G 146 : Trio avec piano op. 12 nº 4 en ré majeur
- G 147 : Trio avec piano op. 12 nº 5 en si bémol majeur
- G 148 : Trio avec piano op. 12 nº 6 en sol mineur
- G 149 : 3 Trio avec piano. Œuvre I
- G 150 : Trio avec piano en ré mineur
- G 151 : Trio avec piano en si bémol majeur
- G 152 : Trio avec piano en ré mineur
- G 153 : Trio avec piano en sol mineur
- G 154 : 3 Trios avec piano. Œuvre II

### Sonates, Trios avec flûte(s)
- G 155 : 3 Trios pour flûtes, Livre I (perdu)
- G 156 : Trios pour flûtes, Livre II (perdu)
- G 157 : Trio pour 2 flûtes & continuo en do majeur
- G 158 : Trio pour 2 flûtes & continuo en ré majeur

### Quatuors à cordes

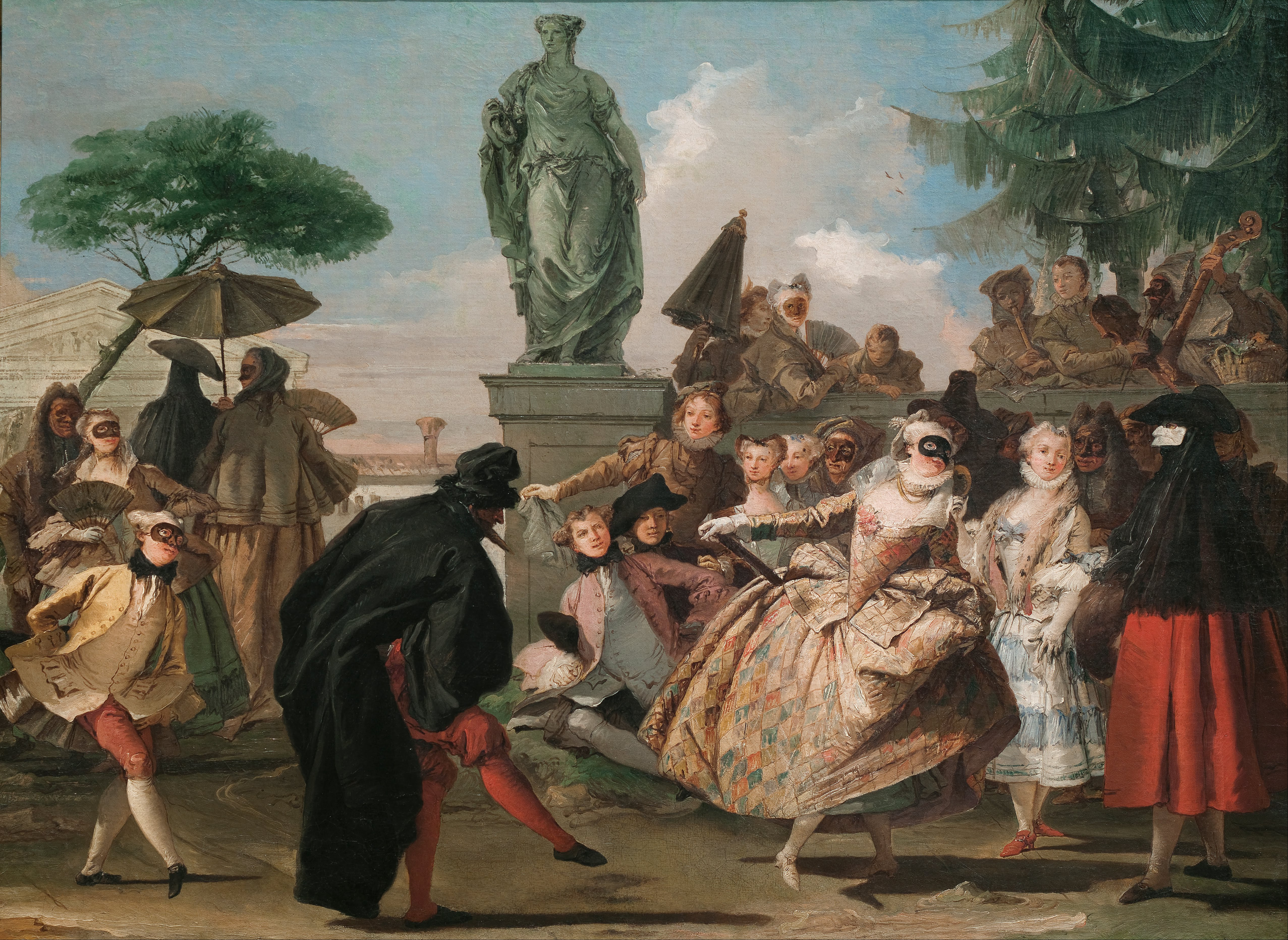
Le menuet (1756) par Giandomenico Tiepolo (1727–1804) - Musée national d'art de Catalogne, Barcelone. Giandomenico Tiepolo est à la cour de Charles III avec son frère Lorenzo à partir de 1762, et retourne seul à Venise dès 1770. Son frère meurt à Madrid en 1776.Le menuet s'intègre dans les œuvres de Lully à Beethoven. Dans une symphonie il apparaît pour la première fois en 1740 sous la plume du viennois Georg Matthias Monn et supprimé avec Beethoven, qui le remplace par le Scherzo, à la même découpe (un trio central), mais plus rapide. Il apparaît à titre ironique dans la Huitième symphonie (1814) et n'a plus rien d'une musique de cour.

- G.159 : Quatuor à cordes op. 2 nº 1 en ut mineur (1761)
- G.160 : Quatuor à cordes op. 2 nº 2 en si-bémol majeur
- G.161 : Quatuor à cordes op. 2 nº 3 en ré majeur
- G.162 : Quatuor à cordes op. 2 nº 4 en mi-bémol majeur
- G.163 : Quatuor à cordes op. 2 nº 5 en mi majeur
- G.164 : Quatuor à cordes op. 2 nº 6 en do majeur
- G.171 : Quatuor à cordes op. 9 nº 1 en do mineur (1770)
- G.165 : Quatuor à cordes op. 8 nº 1 en ré majeur (c. 1768)
- G.166 : Quatuor à cordes op. 8 nº 2 en do mineur
- G.167 : Quatuor à cordes op. 8 nº 3 en mi-bémol majeur
- G.168 : Quatuor à cordes op. 8 nº 4 en sol mineur
- G.169 : Quatuor à cordes op. 8 nº 5 en fa majeur
- G.170 : Quatuor à cordes op. 8 nº 6 en la majeur
- G.171 : Quatuor à cordes op. 9 nº 1 en do mineur
- G.172 : Quatuor à cordes op. 9 nº 2 en ré mineur
- G.173 : Quatuor à cordes op. 9 nº 3 en fa majeur
- G.174 : Quatuor à cordes op. 9 nº 4 en mi-bémol majeur
- G.175 : Quatuor à cordes op. 9 nº 5 en ré majeur
- G.176 : Quatuor à cordes op. 9 nº 6 en mi majeur
- G.177 : Quatuor à cordes op. 15 nº 1 en ré majeur (1772)
- G.178 : Quatuor à cordes op. 15 nº 2 en fa majeur
- G.179 : Quatuor à cordes op. 15 nº 3 en mi majeur
- G.180 : Quatuor à cordes op. 15 nº 4 en fa majeur
- G.181 : Quatuor à cordes op. 15 nº 5 en mi-bémol majeur
- G.182 : Quatuor à cordes op. 15 nº 6 en do mineur
- G.183 : Quatuor à cordes op. 22 nº 1 en do majeur (1775)
- G.184 : Quatuor à cordes op. 22 nº 2 en ré majeur
- G.185 : Quatuor à cordes op. 22 nº 3 en mi-bémol majeur
- G.186 : Quatuor à cordes op. 22 nº 4 en si-bémol majeur
- G.187 : Quatuor à cordes op. 22 nº 5 en la mineur
- G.188 : Quatuor à cordes op. 22 nº 6 en do majeur
- G.189 : Quatuor à cordes op. 24 nº 1 en ré majeur (1776-8)
- G.190 : Quatuor à cordes op. 24 nº 2 en la majeur
- G.191 : Quatuor à cordes op. 24 nº 3 en mi-bémol majeur
- G.192 : Quatuor à cordes op. 24 nº 4 en do majeur
- G.193 : Quatuor à cordes op. 24 nº 5 en do mineur
- G.194 : Quatuor à cordes op. 24 nº 6 en sol mineur
- G.195 : Quatuor à cordes op. 26 nº 1 en si-bémol majeur (1778)
- G.196 : Quatuor à cordes op. 26 nº 2 en sol mineur
- G.197 : Quatuor à cordes op. 26 nº 3 en mi-bémol majeur
- G.198 : Quatuor à cordes op. 26 nº 4 en la majeur
- G.199 : Quatuor à cordes op. 26 nº 5 en fa majeur
- G.200 : Quatuor à cordes op. 26 nº 6 en fa mineur
- G.201 : Quatuor à cordes op. 32 nº 1 en mi-bémol majeur (1780)
- G.202 : Quatuor à cordes op. 32 nº 2 en mi mineur
- G.203 : Quatuor à cordes op. 32 nº 3 en ré majeur
- G.204 : Quatuor à cordes op. 32 nº 4 en do majeur
- G.205 : Quatuor à cordes op. 32 nº 5 en sol mineur
- G.206 : Quatuor à cordes op. 32 nº 6 en la majeur
- G.207 : Quatuor à cordes op. 33 nº 1 en mi majeur (1781)
- G.208 : Quatuor à cordes op. 33 nº 2 en do majeur
- G.209 : Quatuor à cordes op. 33 nº 3 en sol majeur
- G.210 : Quatuor à cordes op. 33 nº 4 en si-bémol majeur
- G.211 : Quatuor à cordes op. 33 nº 5 en mi mineur
- G.212 : Quatuor à cordes op. 33 nº 6 en mi-bémol majeur
- G.213 : Quatuor à cordes op. 39 en la majeur (1787)
- G.214 : Quatuor à cordes op. 41 nº 1 en do mineur (1788)
- G.215 : Quatuor à cordes op. 41 nº 2 en do majeur
- G.216 : Quatuor à cordes op. 42 nº 1 en la majeur (1789)
- G.217 : Quatuor à cordes op. 42 nº 2 en do majeur
- G.218 : Quatuor à cordes op. 43 nº 1 en la majeur (1790)
- G.219 : Quatuor à cordes op. 43 nº 2 en la majeur
- G.220 : Quatuor à cordes op. 44 nº 1 en si-bémol majeur (1792)

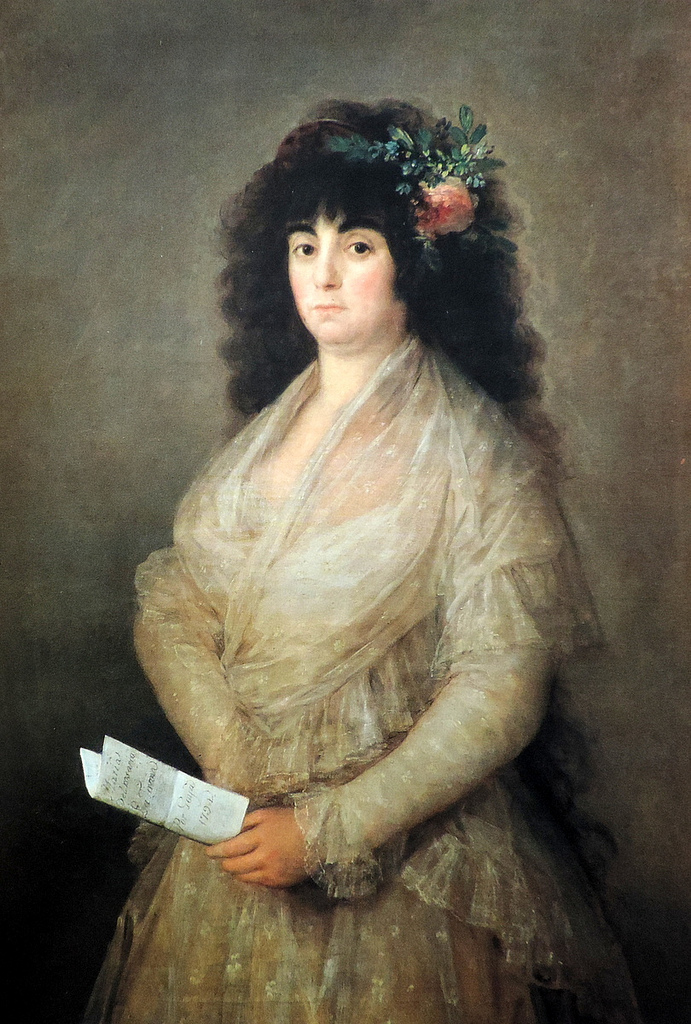
Le titre « La Tiran(n)a » donné par Boccherini à son quartettino opus 44 no 4 [G.223], pourrait tout aussi bien faire référence à la danse alors en vogue à Madrid, qu'à l'actrice et chanteuse sévillane María del Rosario Fernández (1755–1803), surnommée La Tirana, spécialiste des rôles tragiques et protégée de la duchesse d'Albe.Ici représentée en 1794 par Goya qui réalisera un second portrait en 1799.

- G.221 : Quatuor à cordes op. 44 nº 2 en mi mineur
- G.222 : Quatuor à cordes op. 44 nº 3 en fa majeur
- G.223 : Quatuor à cordes op. 44 nº 4 en sol majeur « La Tiranna »
- G.224 : Quatuor à cordes op. 44 nº 5 en ré majeur
- G.225 : Quatuor à cordes op. 44 nº 6 en mi-bémol majeur
- G.226 : Quatuor à cordes op. 48 nº 1 en fa majeur (1794)
- G.227 : Quatuor à cordes op. 48 nº 2 en la majeur
- G.228 : Quatuor à cordes op. 48 nº 3 en si mineur
- G.229 : Quatuor à cordes op. 48 nº 4 en mi-bémol majeur
- G.230 : Quatuor à cordes op. 48 nº 5 en sol majeur
- G.231 : Quatuor à cordes op. 48 nº 6 en do majeur
- G.232 : Quatuor à cordes op. 52 nº 1 en do majeur (1795)
- G.233 : Quatuor à cordes op. 52 nº 2 en ré majeur
- G.234 : Quatuor à cordes op. 52 nº 3 en sol majeur
- G.235 : Quatuor à cordes op. 52 nº 4 en fa mineur
- G.236 : Quatuor à cordes op. 53 nº 1 en mi-bémol majeur (1796)
- G.237 : Quatuor à cordes op. 53 nº 2 en ré majeur
- G.238 : Quatuor à cordes op. 53 nº 3 en do majeur
- G.239 : Quatuor à cordes op. 53 nº 4 en la majeur
- G.240 : Quatuor à cordes op. 53 nº 5 en do majeur
- G.241 : Quatuor à cordes op. 53 nº 6 en mi-bémol majeur
- G.242 : Quatuor à cordes op. 58 nº 1 en do majeur (1799)
- G.243 : Quatuor à cordes op. 58 nº 2 en mi-bémol majeur
- G.244 : Quatuor à cordes op. 58 nº 3 en si-bémol majeur
- G.245 : Quatuor à cordes op. 58 nº 4 en si mineur
- G.246 : Quatuor à cordes op. 58 nº 5 en ré majeur
- G.247 : Quatuor à cordes op. 58 nº 6 en mi-bémol majeur
- G.248 : Quatuor à cordes op. 64 nº 1 en fa majeur (1804)
- G.249 : Quatuor à cordes op. 64 nº 2 en ré majeur (inachevé)
- G.250 : Quatuor à cordes op. 54 nº 1 en ré majeur (1796, douteux)
- G.251 : Quatuor à cordes op. 54 nº 2 en sol majeur
- G.252 : Quatuor à cordes op. 54 nº 3 en do majeur
- G.253 : Quatuor à cordes op. 54 nº 4 en la majeur
- G.254 : Quatuor à cordes op. 54 nº 5 en ut majeur
- G.255 : Quatuor à cordes op. 54 nº 6 en ré majeur
- G.256 : 6 Quatuors à cordes tirés de op. 10, G.265–270 (douteux)
- G.257 : 2 Quatuors à cordes tirés de G.287 & 290
- G.258 : Quatuor à cordes en fa mineur (perdu)

### Quatuors avec piano
- G 259 : 6 Quatuors avec piano tirés des Quatuors Op. 26, G 195–200

### Quintettes à cordes avec deux violoncelles (et contrebasse)
- G 265 : Quintette à cordes Op. 10 nº 1 en la majeur (1774)
- G 266 : Quintette à cordes Op. 10 nº 2 en mi bémol majeur
- G 267 : Quintette à cordes Op. 10 nº 3 en do mineur
- G 268 : Quintette à cordes Op. 10 nº 4 en do majeur
- G 269 : Quintette à cordes Op. 10 nº 5 en mi bémol majeur
- G 270 : Quintette à cordes Op. 10 nº 6 en ré majeur
- G 271 : Quintette à cordes Op. 11 nº 1 en si bémol majeur (1775)
- G 272 : Quintette à cordes Op. 11 nº 2 en la majeur
- G 273 : Quintette à cordes Op. 11 nº 3 en do majeur
- G 274 : Quintette à cordes Op. 11 nº 4 en fa mineur
- G 275 : Quintette à cordes Op. 11 nº 5 en mi majeur
- G 276 : Quintette à cordes Op. 11 nº 6 en ré majeur « L'Uccelleria »
- G 277 : Quintette à cordes Op. 13 nº 1 en mi bémol majeur (1776)
- G 278 : Quintette à cordes Op. 13 nº 2 en do majeur
- G 279 : Quintette à cordes Op. 13 nº 3 en fa majeur
- G 280 : Quintette à cordes Op. 13 nº 4 en ré mineur
- G 281 : Quintette à cordes Op. 13 nº 5 en mi majeur
- G 282 : Quintette à cordes Op. 13 nº 6 en mi majeur
- G 283 : Quintette à cordes Op. 18 nº 1 en do mineur (1775)
- G 284 : Quintette à cordes Op. 18 nº 2 en ré majeur
- G 285 : Quintette à cordes Op. 18 nº 3 en mi bémol majeur
- G 286 : Quintette à cordes Op. 18 nº 4 en do majeur
- G 287 : Quintette à cordes Op. 18 nº 5 en ré mineur
- G 288 : Quintette à cordes Op. 18 nº 6 en mi majeur
- G 289 : Quintette à cordes Op. 20 nº 1 en mi bémol majeur (1777)
- G 290 : Quintette à cordes Op. 20 nº 2 en si bémol majeur
- G 291 : Quintette à cordes Op. 20 nº 3 en fa majeur
- G 292 : Quintette à cordes Op. 20 nº 4 en sol majeur
- G 293 : Quintette à cordes Op. 20 nº 5 en ré mineur
- G 294 : Quintette à cordes Op. 20 nº 6 en la mineur

- G 295 : Quintette à cordes Op. 25 nº 1 en ré mineur (1785)
- G 296 : Quintette à cordes Op. 25 nº 2 en mi bémol majeur
- G 297 : Quintette à cordes Op. 25 nº 3 en la majeur
- G 298 : Quintette à cordes Op. 25 nº 4 en do majeur
- G 299 : Quintette à cordes Op. 25 nº 5 en ré majeur
- G 300 : Quintette à cordes Op. 25 nº 6 en la mineur
- G 301 : Quintette à cordes Op. 27 nº 1 en la majeur (1782)
- G 302 : Quintette à cordes Op. 27 nº 2 en sol majeur
- G 303 : Quintette à cordes Op. 27 nº 3 en mi mineur
- G 304 : Quintette à cordes Op. 27 nº 4 en mi bémol majeur
- G 305 : Quintette à cordes Op. 27 nº 5 en sol mineur
- G 306 : Quintette à cordes Op. 27 nº 6 en si mineur
- G 307 : Quintette à cordes Op. 28 nº 1 en fa majeur (1802)
- G 308 : Quintette à cordes Op. 28 nº 2 en la majeur
- G 309 : Quintette à cordes Op. 28 nº 3 en mi bémol majeur
- G 310 : Quintette à cordes Op. 28 nº 4 en do majeur
- G 311 : Quintette à cordes Op. 28 nº 5 en ré mineur
- G 312 : Quintette à cordes Op. 28 nº 6 en si bémol majeur
- G 313 : Quintette à cordes Op. 29 nº 1 en ré majeur (1813)
- G 314 : Quintette à cordes Op. 29 nº 2 en do mineur
- G 315 : Quintette à cordes Op. 29 nº 3 en fa majeur
- G 316 : Quintette à cordes Op. 29 nº 4 en la majeur
- G 317 : Quintette à cordes Op. 29 nº 5 en mi bémol majeur
- G 318 : Quintette à cordes Op. 29 nº 6 en sol mineur
- G 319 : Quintette à cordes Op. 30 nº 1 en si bémol majeur
- G 320 : Quintette à cordes Op. 30 nº 2 en la mineur
- G 321 : Quintette à cordes Op. 30 nº 3 en do majeur
- G 322 : Quintette à cordes Op. 30 nº 4 en mi bémol majeur
- G 323 : Quintette à cordes Op. 30 nº 5 en mi mineur
- G 324 : Quintette à cordes Op. 30 nº 6 en do majeur « La Musica Notturna delle strade di Madrid »
- G 325 : Quintette à cordes Op. 31 nº 1 en mi bémol majeur (1813)
- G 326 : Quintette à cordes Op. 31 nº 2 en sol majeur
- G 327 : Quintette à cordes Op. 31 nº 3 en si bémol majeur
- G 328 : Quintette à cordes Op. 31 nº 4 en do mineur
- G 329 : Quintette à cordes Op. 31 nº 5 en la majeur
- G 330 : Quintette à cordes Op. 31 nº 6 en fa majeur
- G 331 : Quintette à cordes Op. 36 nº 1 en mi bémol majeur
- G 332 : Quintette à cordes Op. 36 nº 2 en ré majeur
- G 333 : Quintette à cordes Op. 36 nº 3 en sol majeur
- G 334 : Quintette à cordes Op. 36 nº 4 en la mineur
- G 335 : Quintette à cordes Op. 36 nº 5 en sol mineur

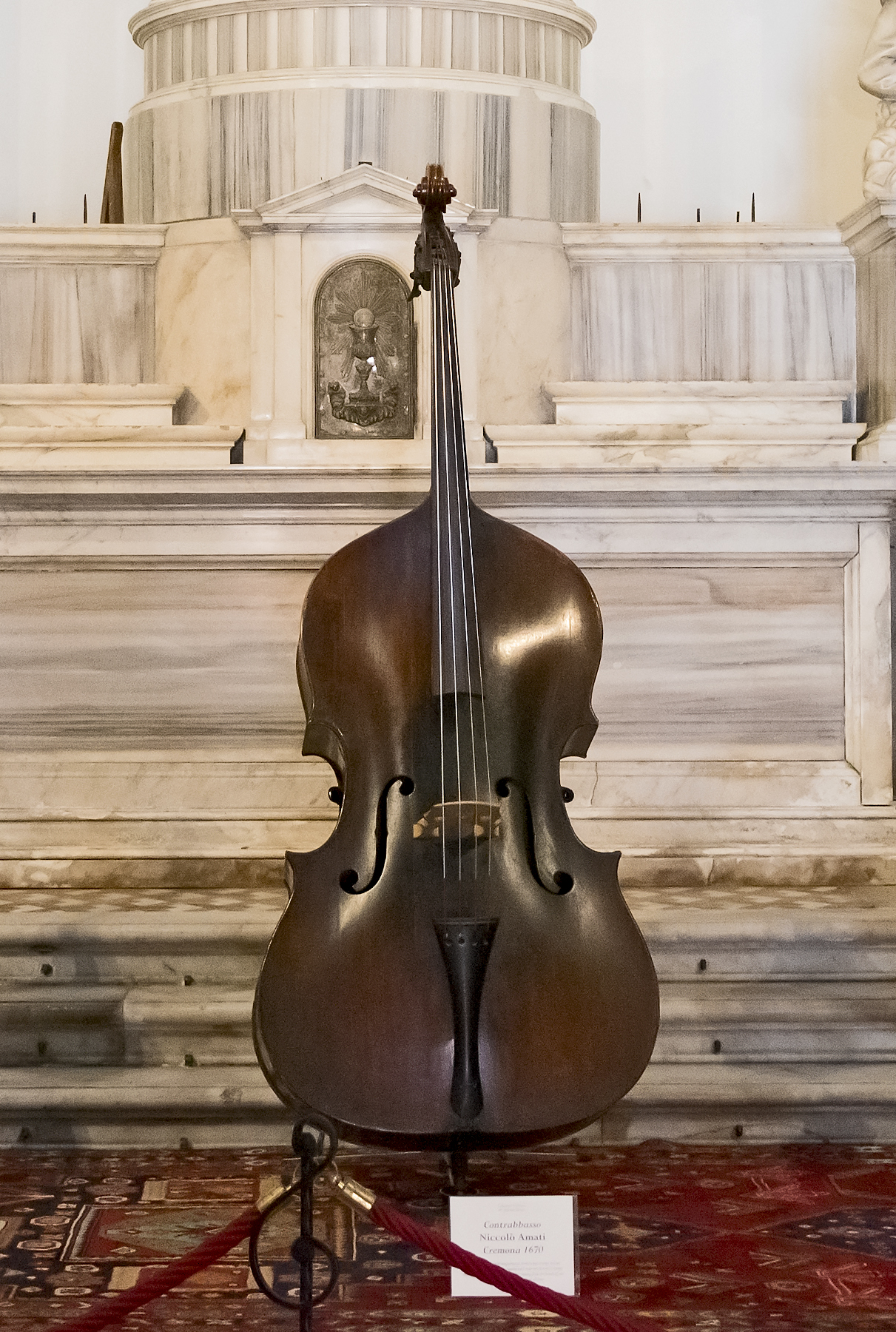
L'apprentissage musical du jeune Boccherini s'est très probablement fait au moyen de la contrebasse de son père, Leopoldo. En 1787 date de la composition des quintettes opus 39 (G.337-339), Boccherini dispose parmi les interprètes au service des Bonavente-Osunas, de deux contrebassistes: Ramón Monroy et Pedro Sebastián.

- G 336 : Quintette à cordes Op. 36 nº 6 en fa majeur « Quintetto dello scacciapensiero »
  - G 337 : Quintette à cordes (avec cb.) Op. 39 nº 1 en si bémol majeur (1809)
  - G 338 : Quintette à cordes (avec cb.) Op. 39 nº 2 en fa majeur
  - G 339 : Quintette à cordes (avec cb.) Op. 39 nº 3 en ré majeur
- G 340 : Quintette à cordes Op. 40 nº 1 en la majeur (1822)
- G 341 : Quintette à cordes Op. 40 nº 2 en ré majeur
- G 342 : Quintette à cordes Op. 40 nº 3 en ré majeur
- G 343 : Quintette à cordes Op. 40 nº 4 en do majeur
- G 344 : Quintette à cordes Op. 40 nº 5 en mi mineur
- G 345 : Quintette à cordes Op. 40 nº 6 en si bémol majeur
- G 346 : Quintette à cordes Op. 41 nº 1 en mi bémol majeur (1798)
- G 347 : Quintette à cordes Op. 41 nº 2 en fa majeur
- G 348 : Quintette à cordes Op. 42 nº 1 en fa mineur (1809)
- G 349 : Quintette à cordes Op. 42 nº 2 en do majeur
- G 350 : Quintette à cordes Op. 42 nº 3 en si mineur
- G 351 : Quintette à cordes Op. 42 nº 4 en sol mineur
- G 352 : Quintette à cordes Op. 43 nº 1 en mi bémol majeur
- G 353 : Quintette à cordes Op. 43 nº 2 en ré majeur
- G 354 : Quintette à cordes Op. 43 nº 3 en fa majeur
- G 355 : Quintette à cordes Op. 45 nº 1 en do mineur (1804)
- G 356 : Quintette à cordes Op. 45 nº 2 en la majeur
- G 357 : Quintette à cordes Op. 45 nº 3 en si bémol majeur
- G 358 : Quintette à cordes Op. 45 nº 4 en do majeur
- G 359 : Quintette à cordes Op. 46 nº 1 en si bémol majeur (1798)
- G 360 : Quintette à cordes Op. 46 nº 2 en ré mineur
- G 361 : Quintette à cordes Op. 46 nº 3 en do majeur
- G 362 : Quintette à cordes Op. 46 nº 4 en sol mineur
- G 363 : Quintette à cordes Op. 46 nº 5 en fa majeur
- G 364 : Quintette à cordes Op. 46 nº 6 en mi bémol majeur
- G 365 : Quintette à cordes Op. 49 nº 1 en ré majeur (1798)
- G 366 : Quintette à cordes Op. 49 nº 2 en si bémol majeur
- G 367 : Quintette à cordes Op. 49 nº 3 en mi bémol majeur
- G 368 : Quintette à cordes Op. 49 nº 4 en ré mineur
- G 369 : Quintette à cordes Op. 49 nº 5 en mi bémol majeur
- G 370 : Quintette à cordes Op. 50 nº 1 en la majeur (1822)
- G 371 : Quintette à cordes Op. 50 nº 2 en mi bémol majeur
- G 372 : Quintette à cordes Op. 50 nº 3 en si bémol majeur
- G 373 : Quintette à cordes Op. 50 nº 4 en mi majeur
- G 374 : Quintette à cordes Op. 50 nº 5 en do majeur
- G 375 : Quintette à cordes Op. 50 nº 6 en si bémol majeur
- G 376 : Quintette à cordes Op. 51 nº 1 en mi bémol majeur (1813)
- G 377 : Quintette à cordes Op. 51 nº 2 en do mineur
- G 378 : Quintette à cordes en do majeur

### Quintettes à cordes avec deux altos
- G 379 : Quintette à cordes en mi mineur (tiré de G 407)
- G 380 : Quintette à cordes en fa majeur (tiré de G 408)
- G 381 : Quintette à cordes en mi bémol majeur (tiré de G 410)

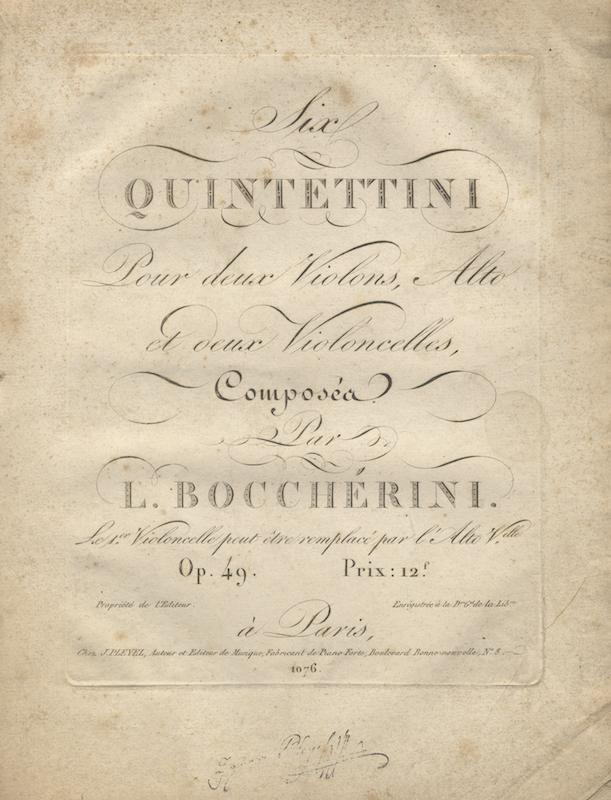
Le 1er violoncelle peut être remplacé par l'Alto-violoncelle. Édition posthume des quintettes opus 27 (G.301-306) de Pleyel (op.49, 1813).

- G 382 : Quintette à cordes en la mineur (tiré de G 412)
- G 383 : Quintette à cordes en ré majeur (tiré de G 411)
- G 384 : Quintette à cordes en do majeur (tiré de G 409)
- G 385 : Quintette à cordes en ré mineur (tiré de G 416)
- G 386 : Quintette à cordes en mi mineur (tiré de G 417)
- G 387 : Quintette à cordes en si bémol majeur (tiré de G 414)
- G 388 : Quintette à cordes en la majeur (tiré de G 413)
- G 389 : Quintette à cordes en mi mineur (tiré de G 415)
- G 390 : Quintette à cordes en do majeur (tiré de G 418)
- G 391 : Quintette à cordes Op. 60 nº 1 en do majeur
- G 392 : Quintette à cordes Op. 60 nº 2 en si bémol majeur
- G 393 : Quintette à cordes Op. 60 nº 3 en la majeur
- G 394 : Quintette à cordes Op. 60 nº 4 en mi bémol majeur (perdu)
- G 395 : Quintette à cordes Op. 60 nº 5 en sol majeur
- G 396 : Quintette à cordes Op. 60 nº 6 en mi majeur
- G 397 : Quintette à cordes Op. 62 nº 1 en do majeur
- G 398 : Quintette à cordes Op. 62 nº 2 en mi bémol majeur
- G 399 : Quintette à cordes Op. 62 nº 3 en famajeur
- G 400 : Quintette à cordes Op. 62 nº 4 en si bémol majeur
- G 401 : Quintette à cordes Op. 62 nº 5 en ré majeur
- G 402 : Quintette à cordes Op. 62 nº 6 en mi majeur
- G 403 : 6 Quintettes à cordes tiré de Op. 10, G 265–270
- G 404 : 6 Quintettes à cordes tiré de Op. 11, G 271–276
- G 405 : 6 Quintettes à cordes tiré de Op. 18, G 283–288
- G 406 : Quintette à cordes en mi bémol majeur (perdu)

### Quintettes avec piano
- G 407 : Quintette avec piano Op. 56 nº 1 en mi mineur
- G 408 : Quintette avec piano Op. 56 nº 2 en fa majeur
- G 409 : Quintette avec piano Op. 56 nº 3 en do majeur
- G 410 : Quintette avec piano Op. 56 nº 4 en mi bémol majeur
- G 411 : Quintette avec piano Op. 56 nº 5 en ré majeur
- G 412 : Quintette avec piano Op. 56 nº 6 en la mineur
- G 413 : Quintette avec piano Op. 57 nº 1 en la majeur
- G 414 : Quintette avec piano Op. 57 nº 2 en si bémol majeur
- G 415 : Quintette avec piano Op. 57 nº 3 en mi mineur
- G 416 : Quintette avec piano Op. 57 nº 4 en ré mineur
- G 417 : Quintette avec piano Op. 57 nº 5 en mi majeur
- G 418 : Quintette avec piano Op. 57 nº 6 en do majeur

### Quintettes avec flûte (ou hautbois)
- G 419 : Quintette avec flûte, op. 17 nº 1 en ré majeur (1773) ou hautbois
- G 420 : Quintette avec flûte, op. 17 nº 2 en do majeur
- G 421 : Quintette avec flûte, op. 17 nº 3 en ré mineur
- G 422 : Quintette avec flûte, op. 17 nº 4 en si bémol majeur
- G 423 : Quintette avec flûte, op. 17 nº 5 en sol majeur
- G 424 : Quintette avec flûte, op. 17 nº 6 en mi bémol majeur
- G 425 : Quintette avec flûte, op. 19 nº 1 en mi bémol majeur (1774) ou hautbois
- G 426 : Quintette avec flûte, op. 19 nº 2 en sol mineur
- G 427 : Quintette avec flûte, op. 19 nº 3 en do majeur
- G 428 : Quintette avec flûte, op. 19 nº 4 en ré majeur
- G 429 : Quintette avec flûte, op. 19 nº 5 en si bémol majeur
- G 430 : Quintette avec flûte, op. 19 nº 6 en ré majeur « Las Parejas »
- G 431 : Quintette avec hautbois, op. 55 nº 1 en sol majeur (1797) ou flûte
- G 432 : Quintette avec hautbois, op. 55 nº 2 en fa majeur
- G 433 : Quintette avec hautbois, op. 55 nº 3 en ré majeur
- G 434 : Quintette avec hautbois, op. 55 nº 4 en la majeur
- G 435 : Quintette avec hautbois, op. 55 nº 5 en mi bémol majeur
- G 436 : Quintette avec hautbois, op. 55 nº 6 en ré mineur
- G 437 : Quintette avec flûte, violon, alto et deux violoncelles nº 1, en fa majeur
- G 438 : Quintette avec flûte, violon, alto et deux violoncelles nº 2, en sol majeur
- G 439 : Quintette avec flûte, violon, alto et deux violoncelles nº 3, en do majeur
- G 440 : Quintette avec flûte, violon, alto et deux violoncelles nº 4, en ré majeur
- G 441 : Quintette avec flûte, violon, alto et deux violoncelles nº 5, en sol majeur
- G 442 : Quintette avec flûte, violon, alto et deux violoncelles nº 6, en si bémol majeur
- G 443 : Quintette pour flûte, hautbois & cordes en do majeur
- G 444 : Quintette pour flûte, hautbois & cordes en si bémol majeur

### Quintettes avec guitare

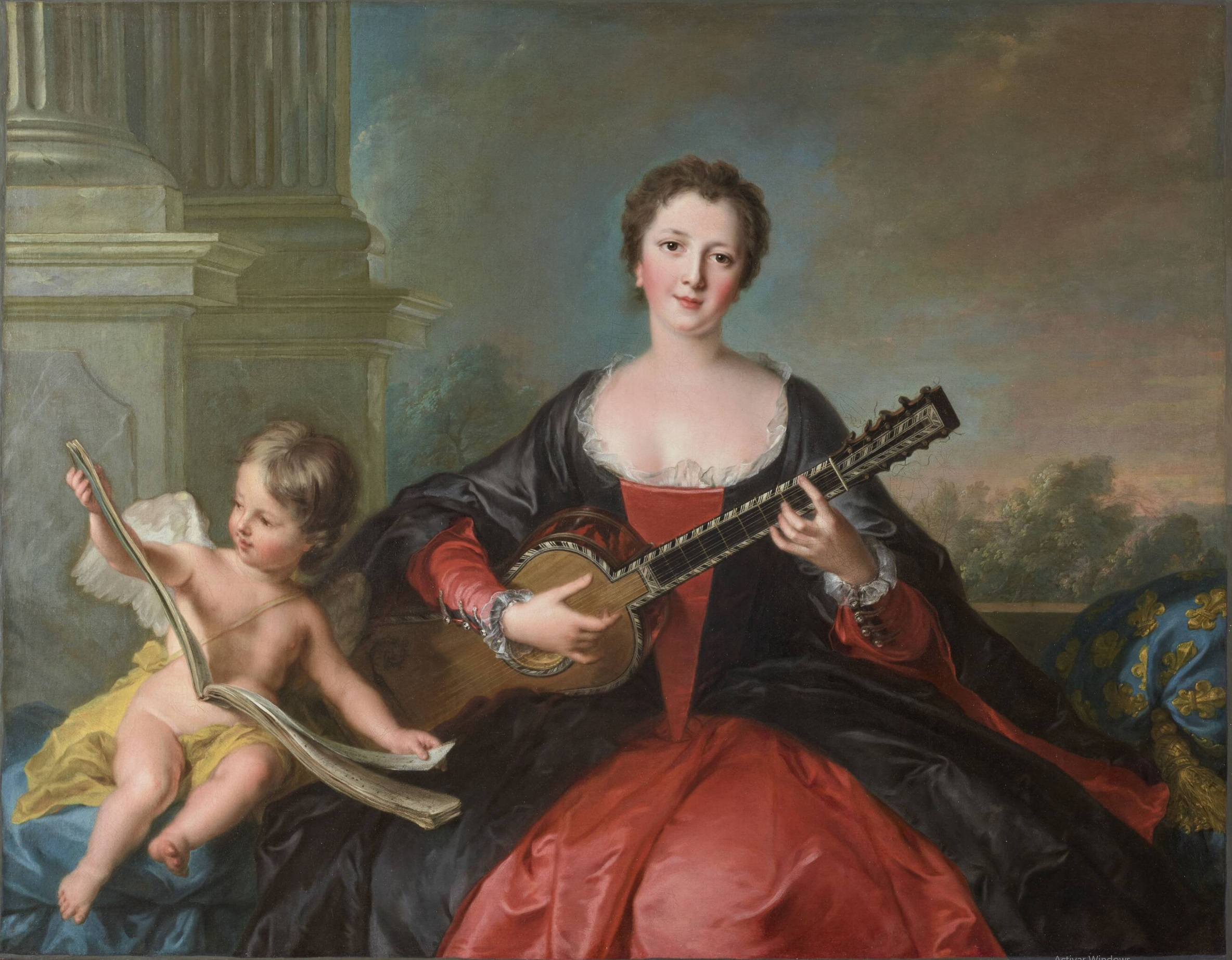
Portrait de Mademoiselle de Charolais « pinçant de la guitare ».

- G 445 : Quintette avec guitare nº 1 en ré mineur
- G 446 : Quintette avec guitare nº 2 en mi majeur
- G 447 : Quintette avec guitare nº 3 en si bémol majeur
- G 448 : Quintette avec guitare nº 4 en ré majeur « Fandango »
- G 449 : Quintette avec guitare nº 5 en ré majeur
- G 450 : Quintette avec guitare nº 6 en sol majeur
- G 451 : Quintette avec guitare nº 7 en mi mineur
- G 452 : Quintette avec guitare nº 8 en fa majeur (perdu)
- G 453 : Quintette avec guitare nº 9 en do majeur « La Ritirata di Madrid »

### Sextuors à cordes
- G 454 : Sextuor à cordes Op. 23 nº 1 en mi bémol majeur
- G 455 : Sextuor à cordes Op. 23 nº 2 en si bémol majeur
- G 456 : Sextuor à cordes Op. 23 nº 3 en mi majeur
- G 457 : Sextuor à cordes Op. 23 nº 4 en fa mineur
- G 458 : Sextuor à cordes Op. 23 nº 5 en ré majeur
- G 459 : Sextuor à cordes Op. 23 nº 6 en fa majeur
- G 460 : Sextuor à cordes en ré majeur

### Sextuors avec flûte
- G 461 : Divertimento Op. 16 nº 1 en la majeur
- G 462 : Divertimento Op. 16 nº 2 en fa majeur
- G 463 : Divertimento Op. 16 nº 3 en la majeur
- G 464 : Divertimento Op. 16 nº 4 en mi bémol majeur
- G 465 : Divertimento Op. 16 nº 5 en la majeur
- G 466 : Divertimento Op. 16 nº 6 en do majeur

### Ensembles pour cordes et vents
- G 467 : Nocturne Op. 38 nº 1 en mi bémol majeur
- G 468 : Nocturne Op. 38 nº 2 en mi bémol majeur (perdu)
- G 469 : Nocturne Op. 38 nº 3 en mi bémol majeur (perdu)
- G 470 : Nocturne Op. 38 nº 4 en sol majeur
- G 471 : Nocturne Op. 38 nº 5 en mi bémol majeur
- G 472 : Nocturne Op. 38 nº 6 en si bémol majeur
- G 473 : Nocturne Op. 42 en mi bémol majeur (perdu)

### Concertos pour violoncelle
- G 474 : Concerto pour violoncelle nº 1 en mi bémol majeur
- G 475 : Concerto pour violoncelle nº 2 en la majeur
- G 476 : Concerto pour violoncelle nº 3 en ré majeur
- G 477 : Concerto pour violoncelle nº 4 en do majeur
- G 478 : Concerto pour violoncelle nº 5 en ré majeur
- G 479 : Concerto pour violoncelle nº 6 en ré majeur
- G 480 : Concerto pour violoncelle nº 7 en sol majeur
- G 481 : Concerto pour violoncelle nº 8 en do majeur
- G 482 : Concerto pour violoncelle nº 9 en si bémol majeur
- G 483 : Concerto pour violoncelle nº 10 en ré majeur
- G 484 : Concertino pour violoncelle en sol majeur
- G 573 : Concerto pour violoncelle nº 11 en do majeur
- G deest : Concerto pour violoncelle nº 12 en mi bémol majeur

### Concertos
- G.485 : Concerto pour violon en sol majeur
- G.486 : Concerto pour violon en ré majeur
- G.487 : Concerto pour piano en mi-bémol majeur
- G.488 : Concerto pour piano en ut majeur (esquisse)
- G.489 : Concerto pour flûte en ré majeur (incorrectement attribué : l'œuvre est de František Xaver Pokorný)
- G.574 : Concerto pour violon en fa majeur
- G.575 : Concerto pour flûte en ré majeur

### Symphonies
- G 490 : Ouverture en ré majeur
- G 491 : Sinfonia concertante Op. 7 en do majeur
- G 492 : 6 Divertimenti (6 Sextuors) Op. 16, G 461–466
- G 493 : Symphonie Op. 21 nº 1 en si bémol majeur
- G 494 : Symphonie Op. 21 nº 2 en mi bémol majeur
- G 495 : Symphonie Op. 21 nº 3 en do majeur
- G 496 : Symphonie Op. 21 nº 4 en ré majeur
- G 497 : Symphonie Op. 21 nº 5 en si bémol majeur
- G 498 : Symphonie Op. 21 nº 6 en la majeur
- G 499 : Sinfonia concertante en sol majeur (= G.470)
- G 500 : Symphonie en ré majeur
- G 501 : Sérénade en ré majeur
- G 502 : 2 Menuets
- G 503 : Symphonie Op. 12 nº 1 en ré majeur
- G 504 : Symphonie Op. 12 nº 2 en mi bémol majeur
- G 505 : Symphonie Op. 12 nº 3 en do majeur
- G 506 : Symphonie Op. 12 nº 4 en ré mineur « La casa del Diavolo »
- G 507 : Symphonie Op. 12 nº 5 en si bémol majeur
- G 508 : Symphonie Op. 12 nº 6 en la majeur
- G 509 : Symphonie Op. 35 nº 1 en ré majeur
- G 510 : Symphonie Op. 35 nº 2 en mi bémol majeur
- G 511 : Symphonie Op. 35 nº 3 en la majeur
- G 512 : Symphonie Op. 35 nº 4 en fa majeur
- G 513 : Symphonie Op. 35 nº 5 en mi bémol majeur
- G 514 : Symphonie Op. 35 nº 6 en si bémol majeur
- G 515 : Symphonie Op. 37 nº 1 en do majeur
- G 516 : Symphonie Op. 37 nº 2 en ré majeur
- G 517 : Symphonie Op. 37 nº 3 en ré mineur
- G 518 : Symphonie Op. 37 nº 4 en la majeur
- G 519 : Symphonie Op. 41 en do mineur
- G 520 : Symphonie Op. 42 en ré majeur
- G 521 : Symphonie Op. 43 en ré majeur
- G 522 : Symphonie Op. 45 en ré majeur
- G 523 : Symphonie en do majeur. Arrangement du compositeur du quintette G.268[7].
- G 576 : Symphonie en sol majeur

### Œuvres pour la scène
- G 524 : Cefalo e Procri (perdu)
- G 525 : Un gioco di minuetto ballabili Op. 41
- G 526 : Ballet espagnol
- G 527 : La Buona Figliola : ouverture pour orchestre (Interlude pour l'opéra du même nom de Piccini)Perdue, la Cantata al Santo Natale di Nostro Signor Jesu-Cristo opus 63 [G.535] (1802) prévue pour quatre solistes, chœur et instruments est dédiée à l'empereur de Russie Alexandre Ier

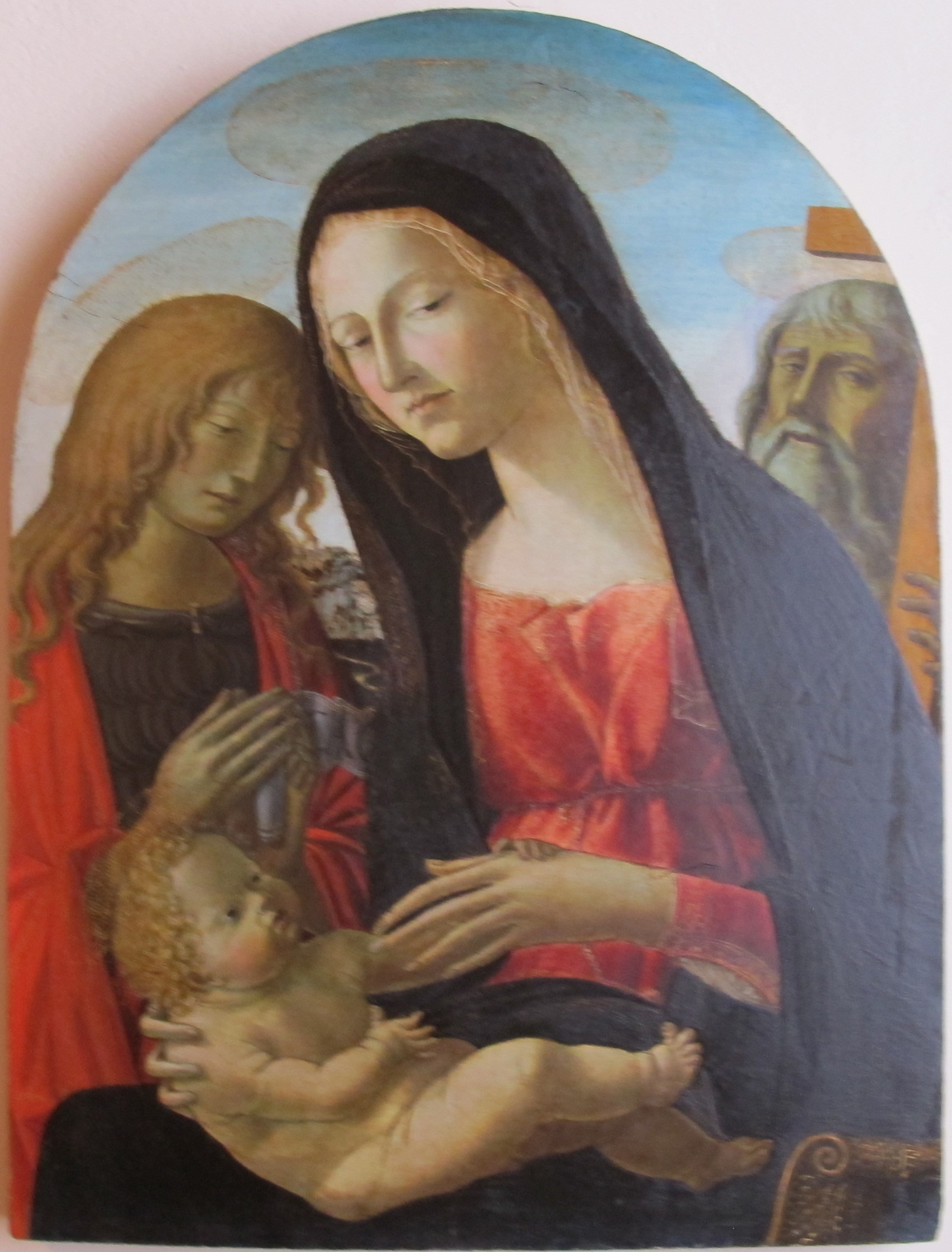
Perdue, la Cantata al Santo Natale di Nostro Signor Jesu-Cristo opus 63 [G.535] (1802) prévue pour quatre solistes, chœur et instruments est dédiée à l'empereur de Russie Alexandre Ier

- G 540 : La Clementina, zarzuela (1786)
- G 541 : Scène tirée de Inés de Castro pour soprano et orchestre
- G 542 : Aria pour l'opéra L'Almeria (perdu)
- G 543 : La Confederazione dei Sabini con Roma , cantate pour voix, chœur et orchestre

### Musique sacrée
- G 528 : Messa a quatro con tutti stromenti obligati op. 59 (perdue)
- G 529 : Kyrie pour quatre voix et orchestre en si bémol majeur
- G 530 : Gloria pour quatre voix et orchestre en fa majeur
- G 531 : Credo pour quatre voix et orchestre en do majeur
- G 532a : Stabat Mater en fa mineur
- G 532b : Stabat Mater op. 61 en fa majeur
- G 533 : Dixit Dominus pour quatre voix et orchestre en sol majeur
- G 534 : Domine ad adjuvandum pour quatre voix et orchestre en sol majeur
- G 535 : Cantata al Santo Natale di Nostro Signor Jesu-Cristo a quatro voci obligati, coro e stromenti dedicata all'Imperatore di Russia op. 63 (perdue)
- G 536 : Cantata for the feast of Saint Louis (attribution incorrecte)
- G 539 : Villancicos pour quatre voix et orchestre
- G deest : Laudate pueri

### Oratorios
- G 537 : Gioas, Re di Giudea pour voix, chœur et orchestre
- G 538 : Il Giuseppe riconosciuto pour voix, chœur et orchestre

### Arias de Concert
- G 544 : Aria accademica nº 1 en mi bémol majeur : Ah non lasciarmi, no, bel idol moi...
- G 545 : Aria accademica nº 2 en si bémol majeur : Se non ti moro allato idolo del cor mio...
- G 546 : Aria accademica nº 3 en sol mineur: Deh respirar lasciatemi...
- G 547 : Aria accademica nº 4 en la majeur : Caro, son tua cosí che per vírtu d'amor...
- G 548 : Aria accademica nº 5 en ré mineur: Misera dove son! - Ah! non so io che parlo...
- G 549 : Aria accademica nº 6 en ré majeur: Care luci che regnate sugl'affetti del mio cor...
- G 550 : Aria accademica nº 7 en mi bémol majeur: Infelice in van mi lagno qual dolente tortorella...
- G 551 : Aria accademica nº 8 en sol majeur: Numi, se giusti siete, rendente...
- G 552 : Aria accademica nº 9 en do majeur: Caro Padre, a me non dei...
- G 553 : Aria accademica nº 10 en fa majeur: Ah che nel dirtí addio mi sento il cor dividere...
- G 554 : Aria accademica nº 11 en la majeur: Per quel paterno amplesso...
- G 555 : Aria accademica nº 12 en si bémol majeur: Tu di saper procura...
- G 556 : Aria accademica nº 13 en mi majeur: Mi dona, mi rende quell' alma píetosa...
- G 557 : Aria accademica nº 14 en si bémol majeur: Se d'un amor tiranno, credei di trionfar...
- G 558 : Aria accademica nº 15 en mi bémol majeur: Tornate sereni...
- G 559 : Concert duet en mi bémol majeur: La destra ti chiedo mio dolce...
- G 560 : Duet en fa majeur: In 'sto giorno d'allegro...
- G 561 : Duettino en mi bémol majeur: Ah, che nel dírti addio...